# Умершие в ноябре 2022 года
Это список известных людей, соответствующих установленным критериям значимости (см. Википедия:Критерии значимости персоналий), умерших в ноябре 2022 года.
Причина смерти указывается лишь в исключительных случаях (убийство, самоубийство, гибель в результате военных действий, смертная казнь, ДТП или несчастные случаи). В остальных случаях — не указывается.

## 30 ноября

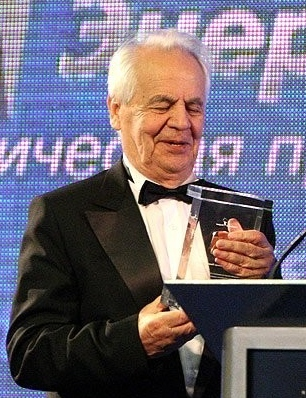
Александр Леонтьев

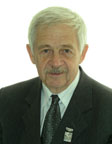
Борис Лунёв

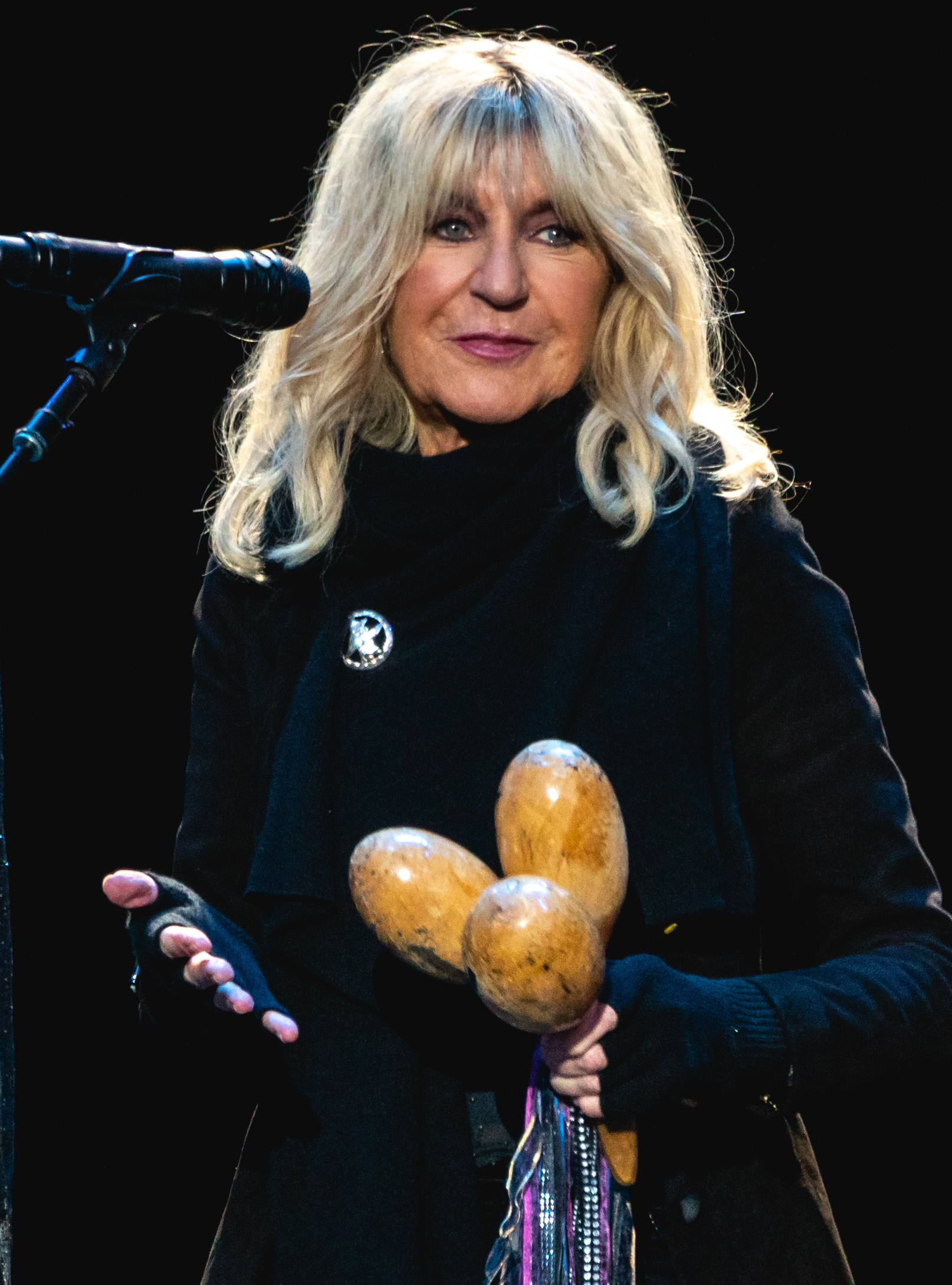
Кристин Макви

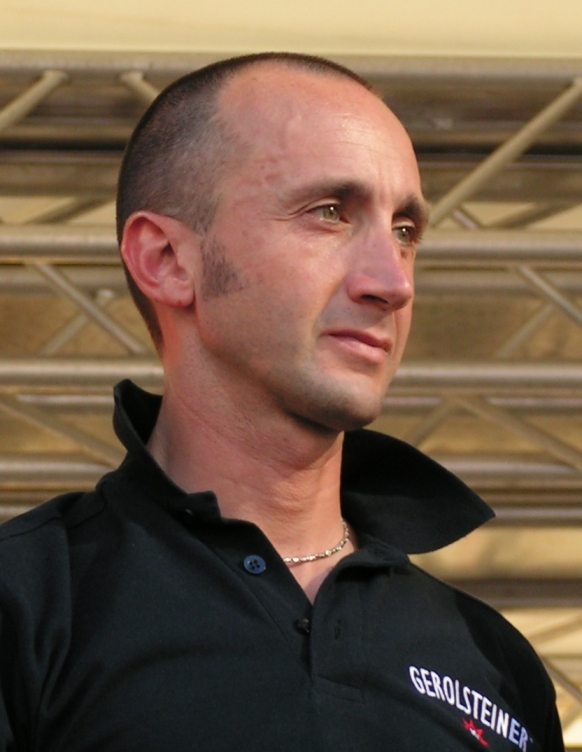
Давиде Ребеллин

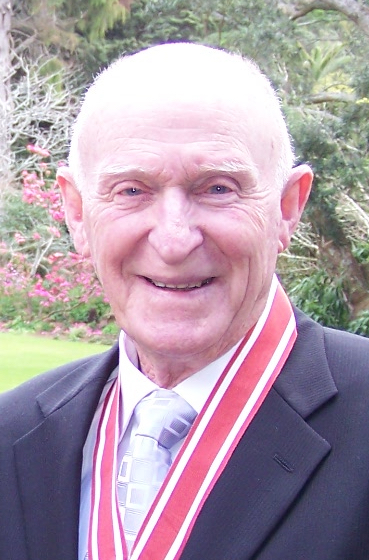
Мюррей Халберг

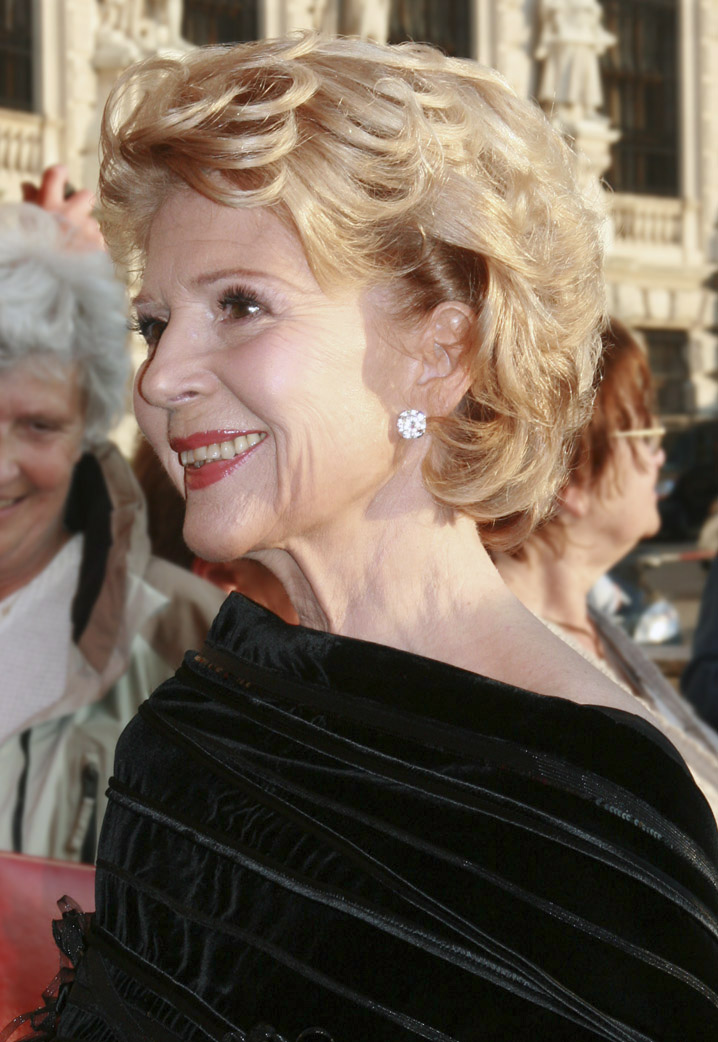
Кристиана Хёрбигер

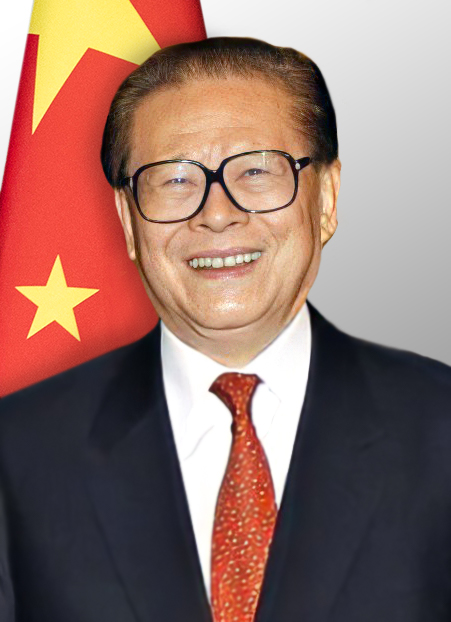
Цзян Цзэминь

- Бобрышев, Валентин Сергеевич (77) — российский военачальник, командующий войсками ЛенВО (1997—2005), генерал армии (2003)[1].
- Геркан, Майнхард фон (87) — немецкий архитектор[2].
- Дмитренко, Анатолий Фёдорович (89) — советский и российский искусствовед и историк искусства, почётный член Российской академии художеств (2014)[3].
- Леонтьев, Александр Иванович (95) — советский и российский теплофизик, академик РАН (1991)[4].
- Лунёв, Борис Степанович (92) — советский и российский геолог[5].
- Макви, Кристин (79) — британская поп-певица, солистка группы Fleetwood Mac[6].
- Нельсон, Рэй (91) — американский писатель-фантаст[7].
- Ребеллин, Давиде (51) — итальянский велогонщик, участник Олимпийских игр (1992, 2008); ДТП[8].
- Саади, Отман (91 / 92) — алжирский писатель, дипломат и политический деятель, депутат Парламента (1977—1982)[9].
- Сильва, Федерико (99) — мексиканский скульптор и художник-муралист[10].
- Спивак, Тимофей Иванович (75) — советский и российский актёр и режиссёр[11].
- Трощенко, Валерий Трофимович (93) — советский и украинский учёный в области механики, академик АН УССР / НАНУ (1979)[12].
- Турне, Уругвай[исп.] (93) — уругвайский политический деятель, депутат Парламента (1963—1977), сенатор (1985—1989)[13].
- Халберг, Мюррей (89) — новозеландский стайер, олимпийский чемпион (1960)[14].
- Хёрбигер, Кристиана (84) — австрийская киноактриса[15].
- Цаунер, Фридрих (86) — австрийский писатель[16].
- Цзян Цзэминь (96) — китайский партийный и государственный деятель, генеральный секретарь ЦК Компартии Китая (1989—2002), председатель КНР (1993—2003)[17].

## 29 ноября

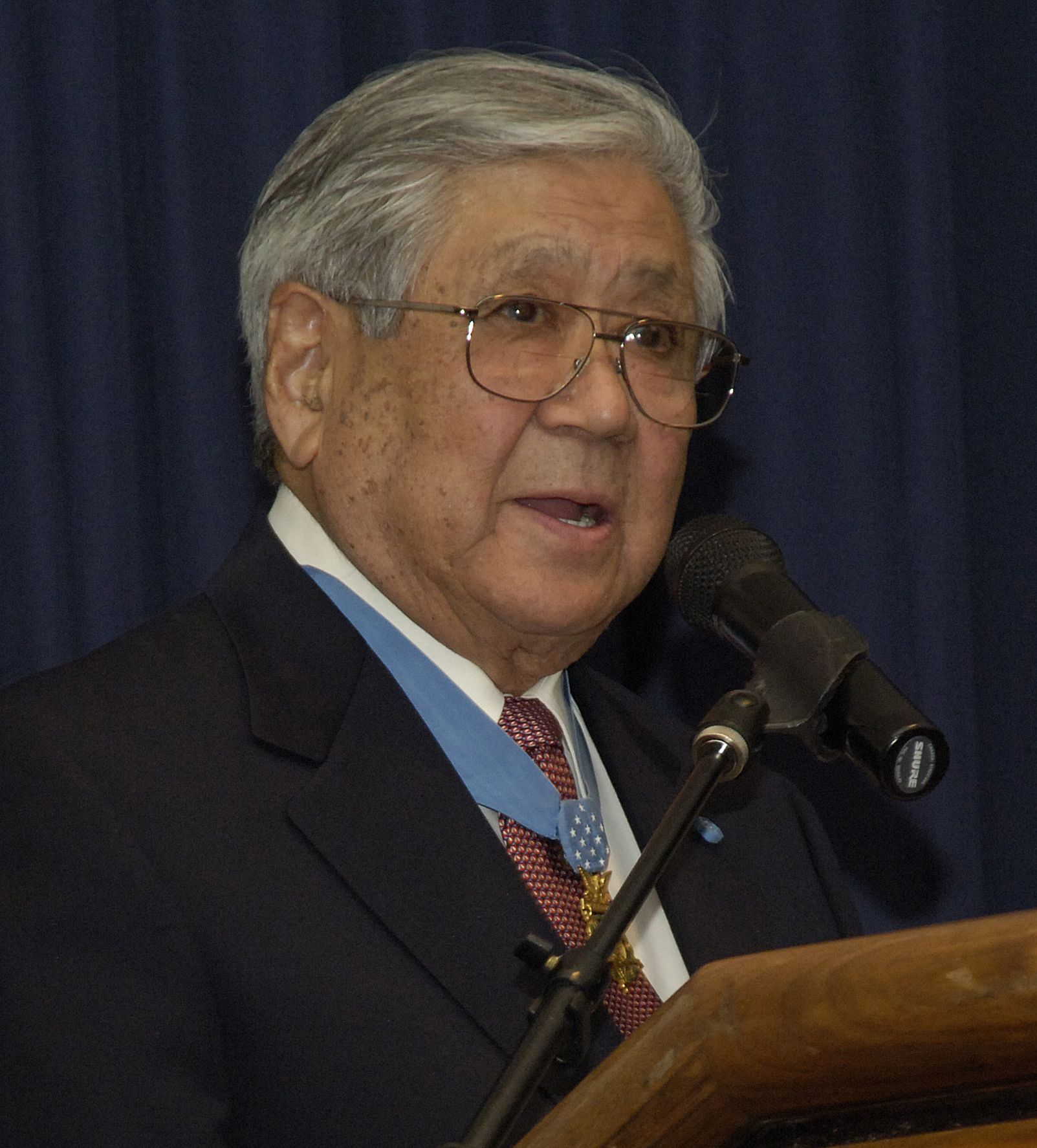
Хироси Миямура

- Баланта, Андрес Фелипе (22) — колумбийский футболист («Депортиво Кали»)[18].
- Воронецкий, Фома Сильвестрович (84) — советский и белорусский актёр, заслуженный артист Белорусской ССР (1990)[19].
- Гальвец, Тамар[ивр.] (65) — израильская писательница и журналистка[20].
- Глезер, Александр Маркович (76) — советский и российский физик, доктор физико-математических наук (1986), профессор, директор Института металловедения и физики металлов ЦНИИЧермета (с 2003 года)[21].
- Джуркович, Любомир (70) — черногорский поэт и драматург[22].
- Ли Хан, Тапунуу Нико[англ.] (68) — самоанский политик, депутат Фоно Самоа (с 2001), министр финансов (2006—2011), министр труда, транспорта и инфраструктуры (2016—2021)[23].
- Ливрозе, Серж[фр.] (83) — французский писатель[24].
- Миямура, Хироси (97) — американский военнослужащий, штаб-сержант, награждённый медалью Почёта за свои действия в ходе Корейской войны (1953)[25].
- Молотай, Анатолий Михайлович (84) — советский и украинский дирижёр, народный артист Украинской ССР (1990)[26].
- Мохд Хашим Мустафа[малайск.] (59) — малайзийский футболист, игрок национальной сборной (1984—1996)[27]..
- Мусхелишвили, Николай Львович (77) — советский и российский психолог, биофизик и религиовед[28].
- Орёликов, Геннадий Николаевич (84) — советский и российский художник, заслуженный работник культуры РСФСР[29].
- Островский, Адам[пол.] (77) — польский борец греко-римского стиля, серебряный призёр чемпионата Европы (1970), бронзовый призёр чемпионата мира (1975)[30].
- Рогожин, Николай Михайлович (75) — советский и российский историк, доктор исторических наук (1993), профессор[31].
- Рустамов, Муса Исмаил оглы (92) — советский и азербайджанский нефтехимик, действительный член АН Азербайджанской ССР / НАН Азербайджана (1989)[32].
- Савельева, Галина Михайловна (94) — советский и российский гинеколог, академик АМН СССР / РАМН (1988—2013), академик РАН (2013), Герой Труда Российской Федерации (2018)[33].
- Эме, Роланд[нем.] (87) — немецкий режиссёр и сценарист[34].
- Украинец, Владимир Владимирович (40) — украинский военнослужащий, подполковник, участник российско-украинской войны, Герой Украины (2023, посмертно); погиб в бою.

## 28 ноября

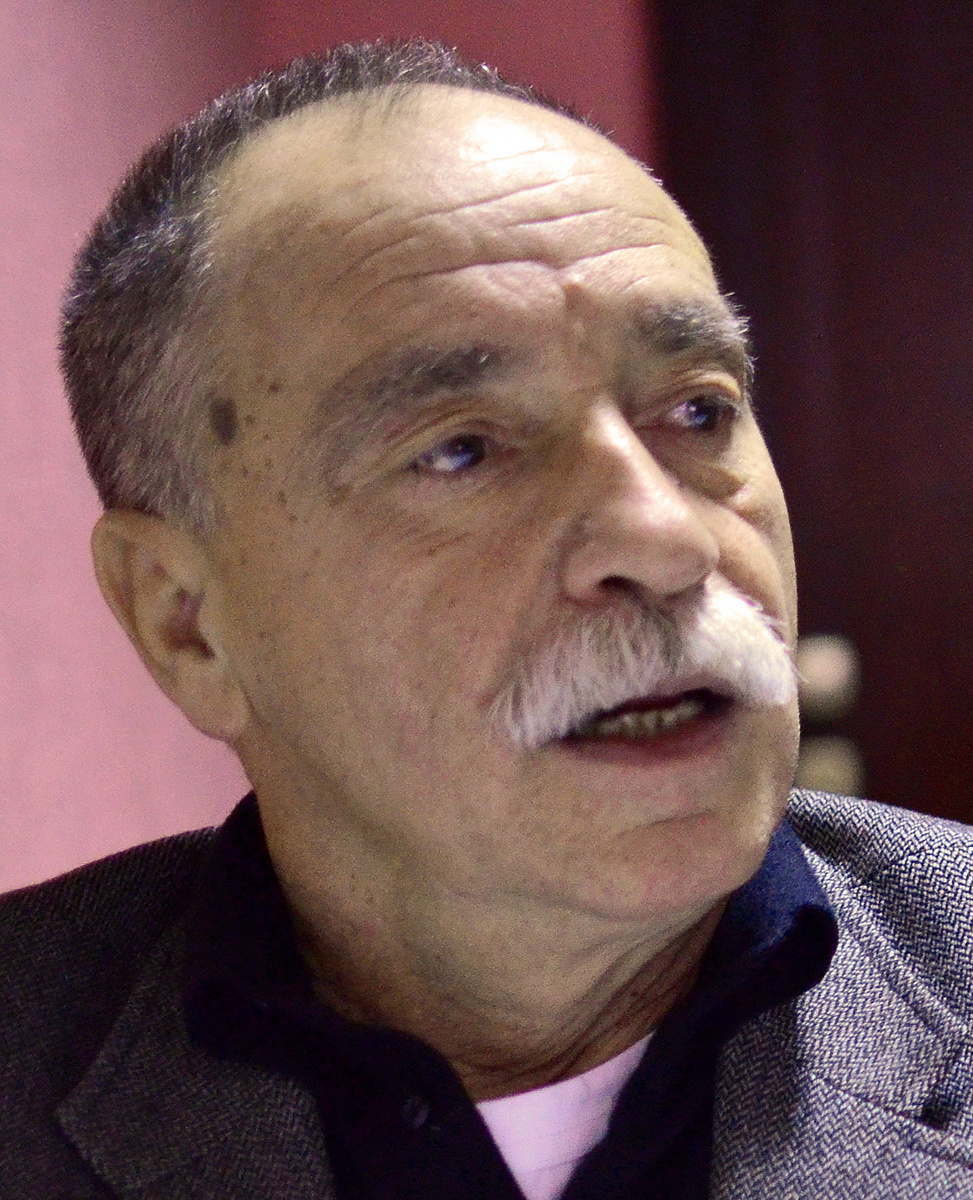
Райко Ного

- Аль-Макалех, Абдулазиз[араб.] (84/85) — йеменский писатель[35].
- Ана Эсмеральда[порт.] (93) — бразильская и испанская актриса и танцовщица[36].
- Бург, Галит[ивр.] (54) — израильская певица, участник конкурса песни Евровидение-1989; автокатастрофа[37].
- Вакуленко, Владимир Владимирович (50) — украинский писатель и общественный деятель; убит (о смерти стало известно в этот день)[38].
- Гильярд, Кларенс[англ.] (66) — американский актёр[39].
- Доев, Казбек Мурзабекович (82) — российский политический деятель, народный депутат РСФСР / России (1990—1993)[40].
- Евтихий (Курочкин) (67) — архиерей Русской православной церкви, епископ Ишимский и Сибирский (1994—2007), епископ Домодедовский (2007—2012)[41].
- Квапил, Томаш[чеш.] (66) — чешский политик и государственный деятель, министр регионального развития (1997—1998), член Палаты депутатов (1998—2010)[42].
- Макичин, Дональд[англ.] (61) — американский политический деятель, член Палаты представителей (с 2017 года)[43].
- Навави Ахмад[англ.] (61) — малайзийский политик, депутат Парламента (2013—2018)[44].
- Ного, Райко Петров (77) — сербский поэт и эссеист, академик Академии наук и искусств Республики Сербской (2004)[45].
- Рэнкмор, Фрэнк[англ.] (83) — валлийский футболист, игрок национальной сборной[46].
- Стожинич, Светомир (90) — сербский кардиолог, иностранный член РАМН (?—2014), иностранный член РАН (2014)[47].
- Факкин, Карло (84) — итальянский футболист и футбольный тренер[48].
- Хан, Шаджахан[англ.] (70) — бангладешский политик, депутат Национальной ассамблеи (1996)[49].
- Хэнке, Брэд Уильям (56) — американский актёр кино и телевидения[50].

## 27 ноября

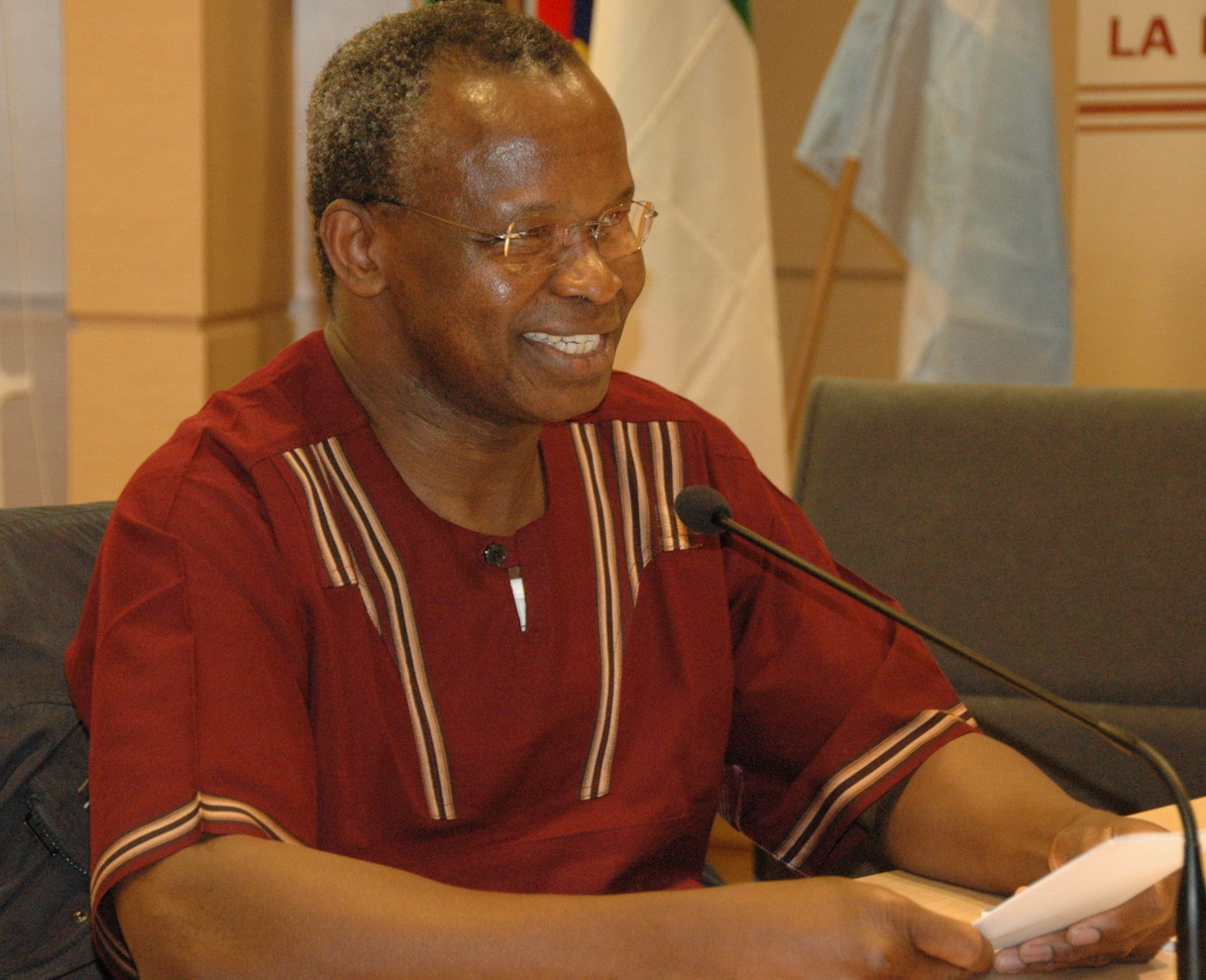
Ричард Баавобр

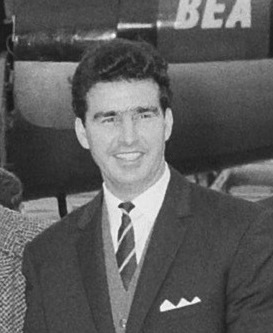
Морис Норман

- Баавобр, Ричард Кууя (63) — ганский кардинал, епископ Ва (с 2016 года)[51].
- Жагарс, Эрик (87) — советский и латвийский историк[52].
- Копытов, Валерий Матвеевич (81) — советский и российский математик, доктор физико-математических наук (1987), профессор кафедры алгебры и математической логики мехмата НГУ (1988)[53].
- Маркс, Клэр[англ.] (68) — британский хирург, президент Королевской коллегии хирургов Англии (2014—2017) (о смерти объявлено в этот день)[54].
- Миган, Мик (88) — ирландский футболист, игрок национальной сборной (1961—1969)[55].
- Невзлин, Борис Исаакович (77) — советский и украинский учёный в области электротехники[56].
- Норман, Морис (88) — английский футболист, игрок национальной сборной (1962—1964)[57].
- Огуз, Мехмет (73) — турецкий футболист, игравший в национальной сборной[58].
- Сай, Ёити[яп.] (73) — японский кинорежиссёр и киносценарист[59].
- Халльстенссон, Марья[швед.] (65) — шведская художница[60].
- Чапо, Габор[венг.] (72) — венгерский ватерполист, олимпийский чемпион (1976)[61].
- Шэнь Цихань[кит.] (100) — китайский геолог, член Китайской академии наук (1991)[62].

## 26 ноября

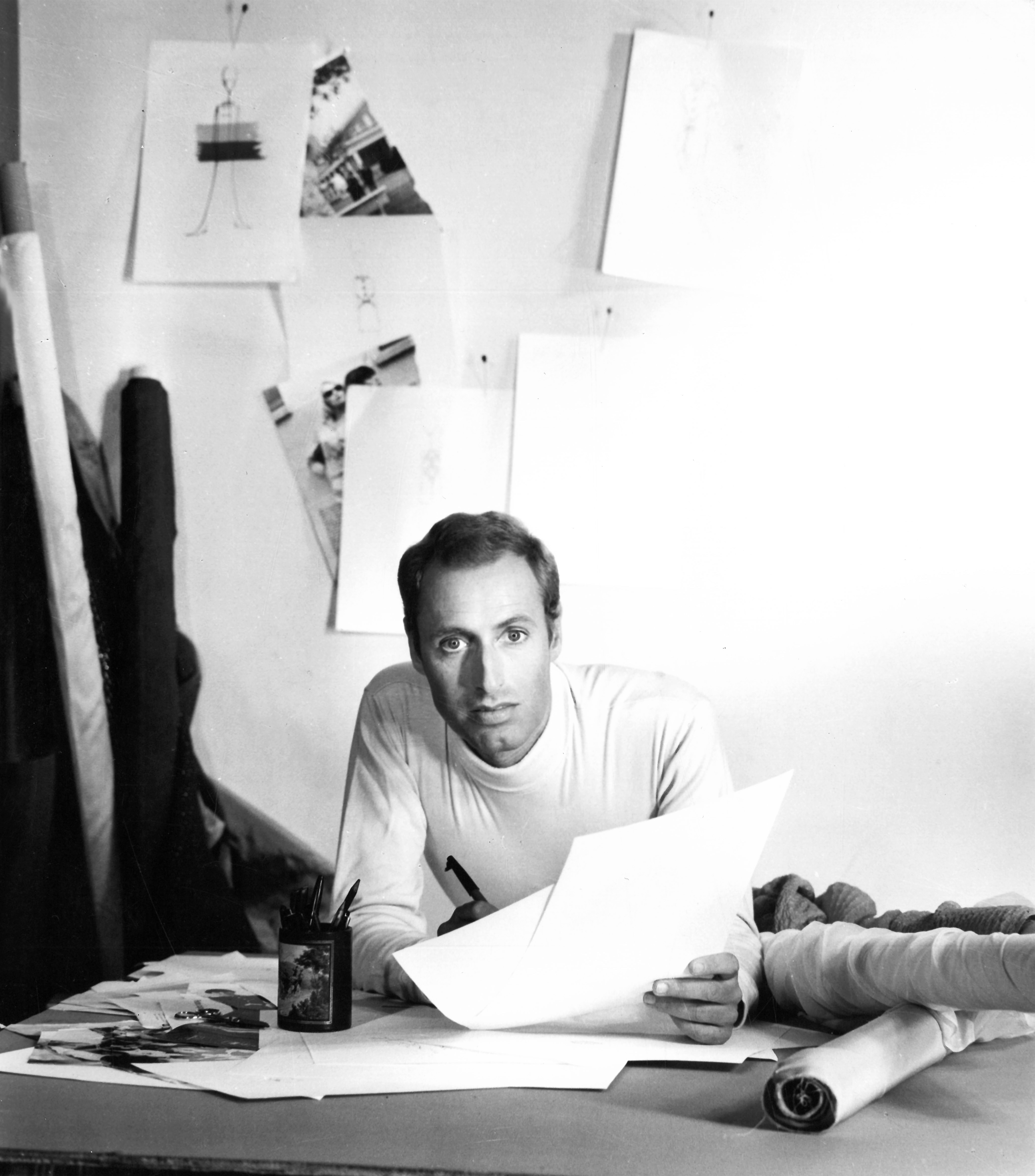
Ренато Балестра

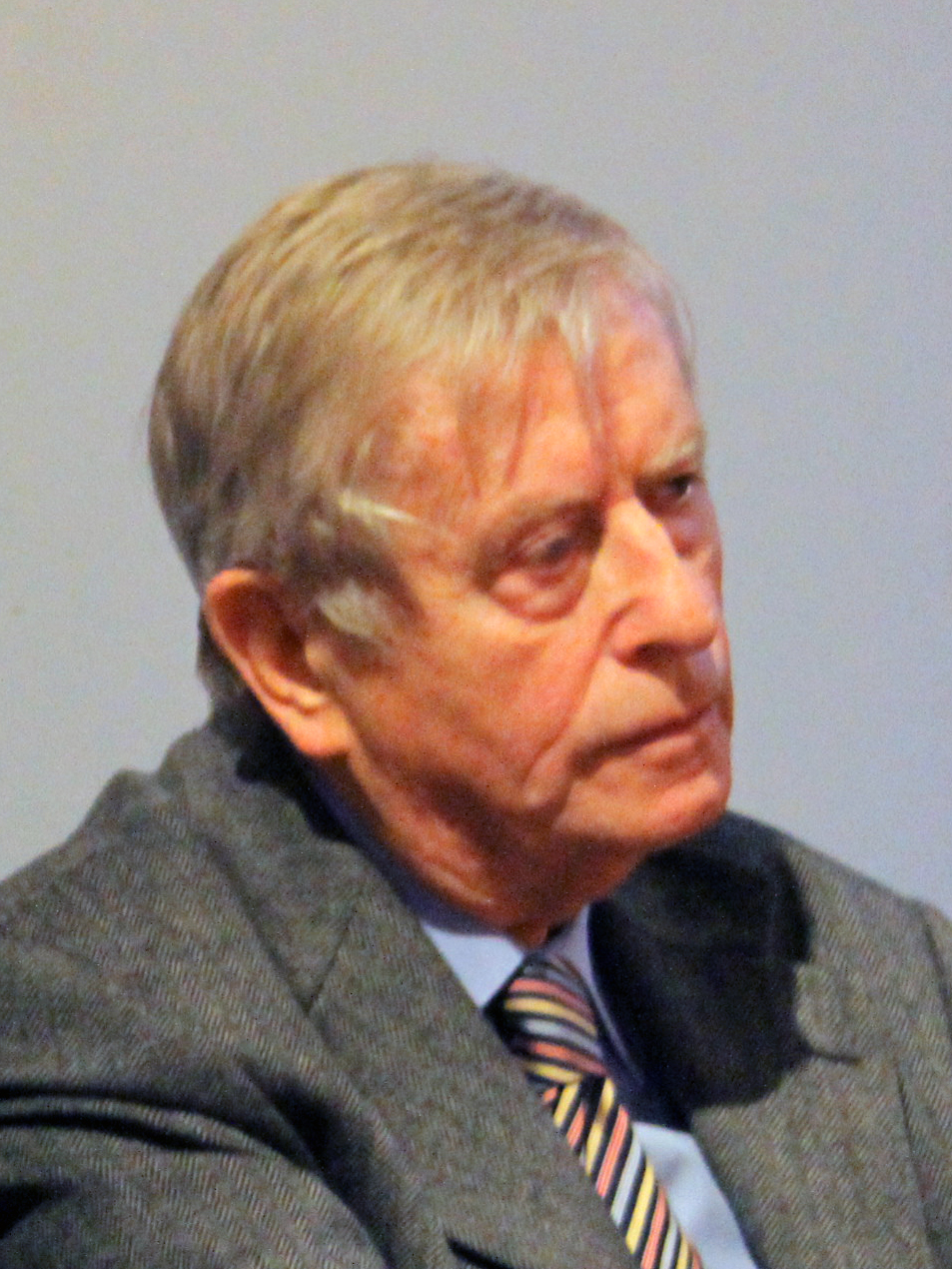
Лучано Карамель

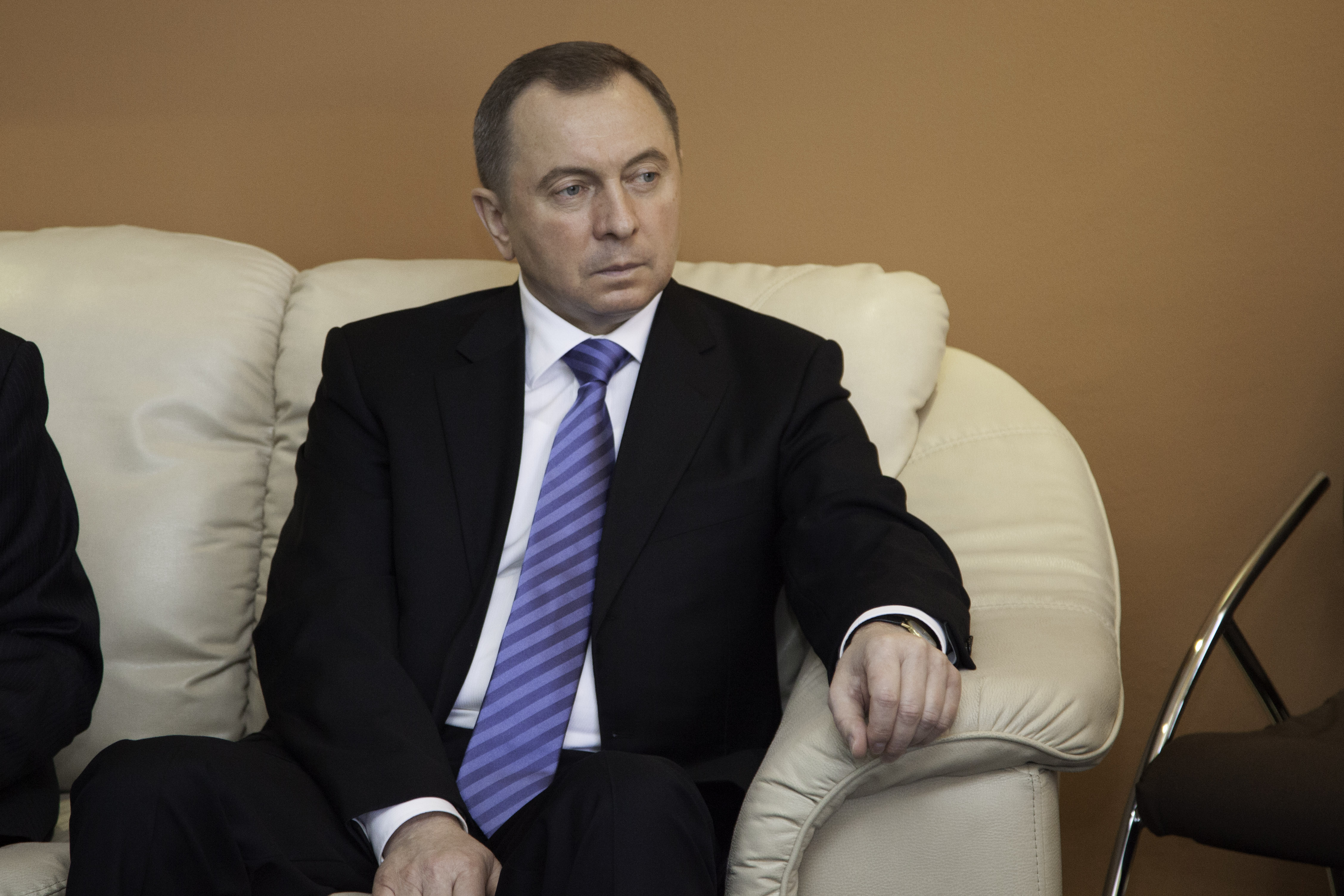
Владимир Макей

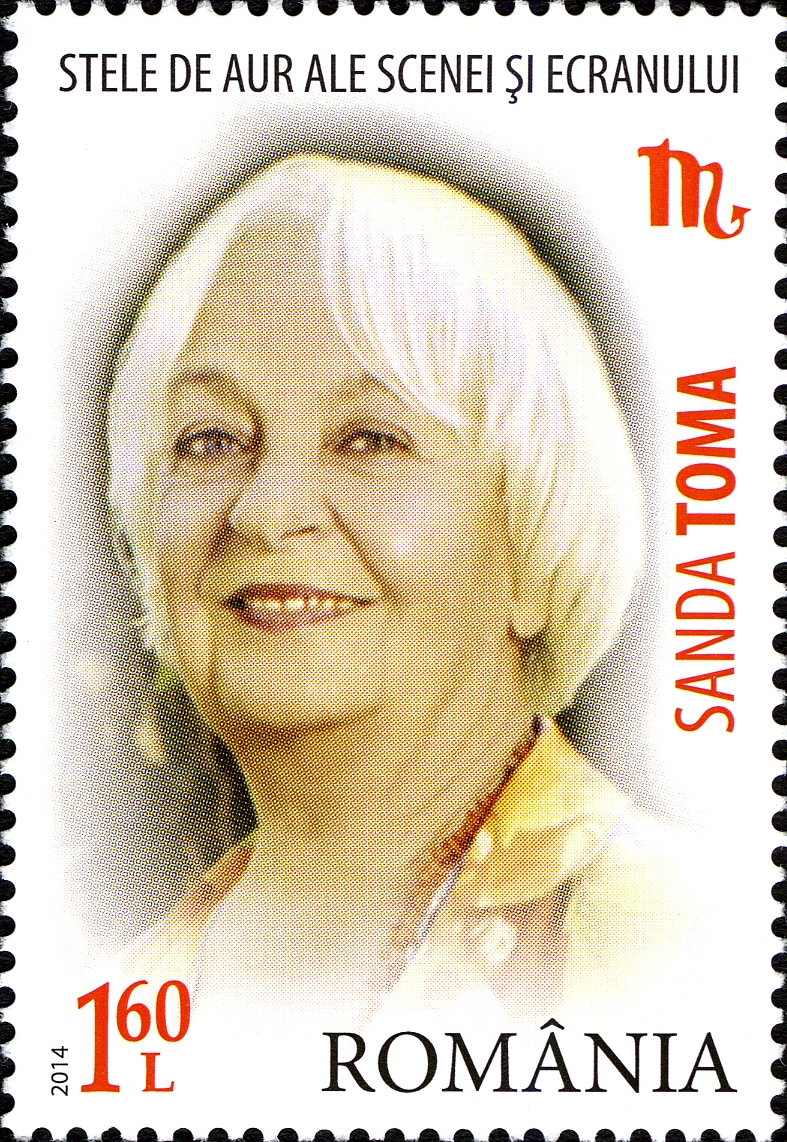
Санда Тома

- Адамс, Генри[нидерл.] (68) — нидерландский дирижёр[63].
- Байгут, Мархабат (77) — казахский писатель[64].
- Балестра, Ренато (98) — итальянский модельер[65].
- Бурлачук, Леонид Фокич (75) — украинский клинический психолог, академик НАПН Украины (2010)[66].
- Василиу, Дмитрий Георгиевич (96) — советский и российский сценарист, лауреат Государственной премии СССР (1983)[67]
- Вашвари-Понграц, Эржебет[англ.] (68) — венгерская спортсменка по стендовой стрельбе, участница Олимпийских игр (1992) (о смерти объявлено в этот день)[68].
- Гомеш, Фернанду (66) — португальский футболист, игрок «Порту» и национальной сборной (1975—1988), бронзовый призёр чемпионата Европы (1984)[69].
- Гриффин, Дэвид Рэй (83) — американский философ и теолог (о смерти объявлено в этот день)[70].
- Дреннан, Мартин[англ.] (78) — ирландский католический прелат, епископ Голуэя, Килмакдуа и Килфеноры (2005—2016)[71]
- Калиниченко, Владимир Иванович (74) — советский и российский юрист, следователь по особо важным делам при Генеральном прокуроре СССР (1980—1992)[72].
- Карамель, Лучано (86) — итальянский писатель, арт-критик, куратор, теоретик искусства[73].
- Кшижановский, Ян[пол.] (83) — польский актёр[74].
- Кузьменков, Александр Александрович (60) — русский писатель и литературный критик[75].
- Линь Линсань[кит.] (78) — тайваньский государственный деятель, министр транспорта и коммуникаций (2002—2006)[76].
- Макей, Владимир Владимирович (64) — белорусский государственный деятель, глава Администрации президента (2008—2012), министр иностранных дел (с 2012 года)[77].
- Маннино, Антонино[итал.] (82) — итальянский политик, член Палаты депутатов (1983—1992)[78].
- Немни, Моник Эстер[англ.] (86) — канадская писательница и филолог[79].
- Пьюн, Альберт (69) — американский кинорежиссёр[80].
- Суэйн, Пол Джозеф[англ.] (79) — американский католический прелат, епископ Су-Фолса (2006—2019)[81].
- Тобин, Луиза[англ.] (104) — американская джазовая певица[82].
- Тома, Санда (88) — румынская актриса[83].
- Уэйр, Додди (52) — шотландский регбист[84].
- Янович, Леонид Александрович (88) — советский и белорусский математик, член-корреспондент АН БССР / НАН Беларуси (1989)[85].

## 25 ноября

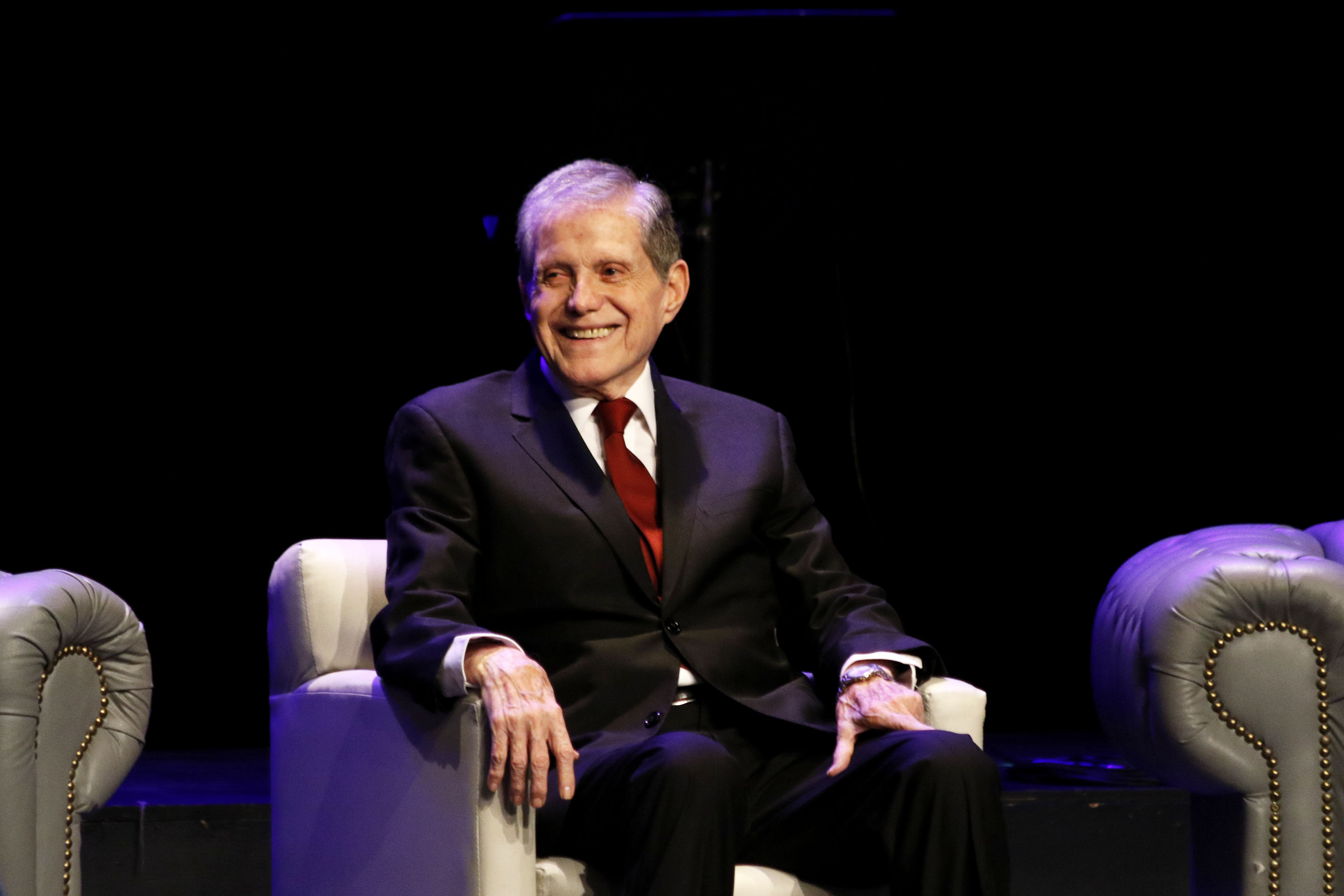
Эктор Бонилья

- Афанасьев, Аркадий Петрович (94) — советский футболист и футбольный тренер[86].
- Бонилья, Эктор (83) — мексиканский актёр и режиссёр[87].
- Бояджиев, Тодор Костов[болг.] (83) — болгарский деятель спецслужб, генерал-майор (1990), депутат Народного собрания (2001—2005)[88].
- Гнетнев, Константин Васильевич (75) — русский писатель-документалист и журналист[89].
- Говорухина, Галина Борисовна[значимость?] (74) — советский монтажёр-постановщик, вдова кинорежиссёра Станислава Говорухина; несчастный случай[90].
- Кара, Айрин (63) — американская актриса и певица[91].
- Коппельман, Чарльз[англ.] (82) — американский музыкальный продюсер, президент компании CBS Records, основатель компании The Entertainment Company[92].
- Резенди, Мария де Лурдес[порт.] (95) — бразильская эстрадная певица[93].
- Фаустов, Рудольф Николаевич (84) — советский и российский физик, доктор физико-математических наук (1971), профессор физфака МГУ (1983), сотрудник ВЦ ФИЦ ИУ РАН[94].

## 24 ноября

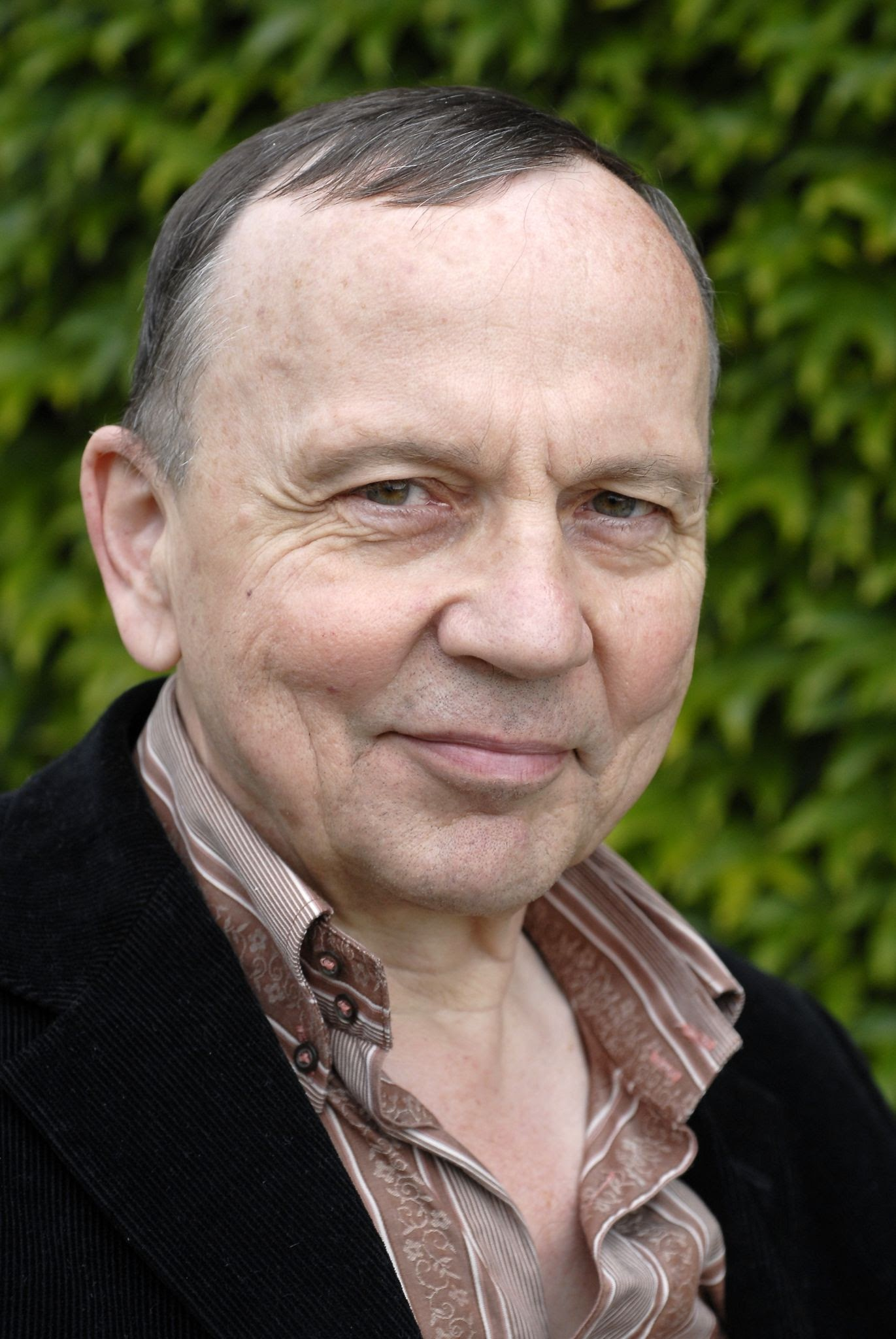
Кристиан Бобен

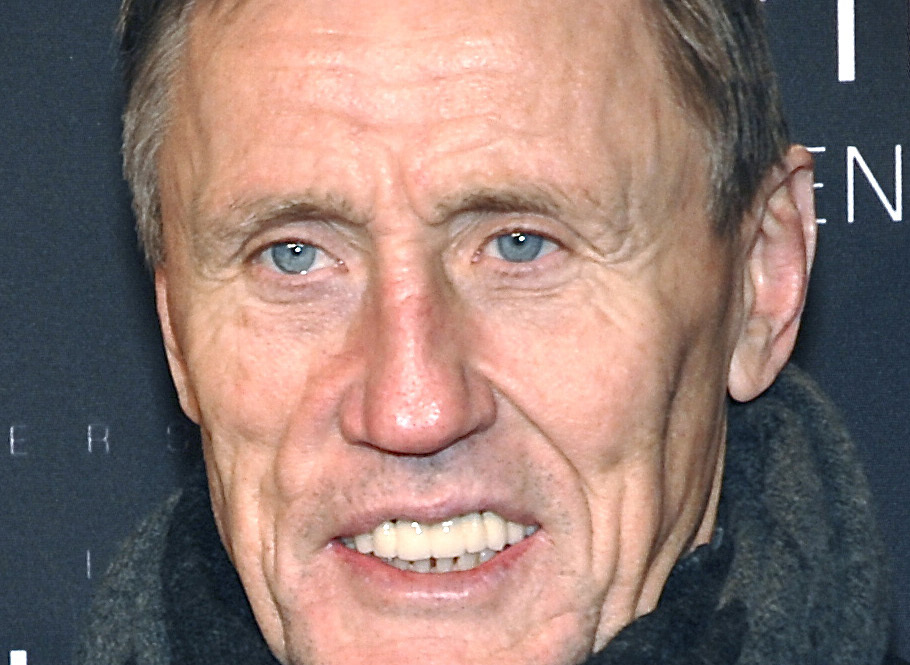
Бёрье Сальминг

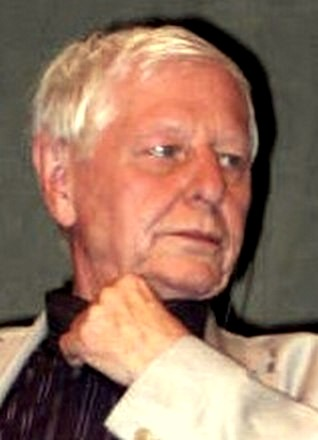
Ханс Магнус Энценсбергер

- Бобен, Кристиан (71) — французский писатель, поэт, эссеист[95].
- Исаева, Клара Михайловна (97) — советский и российский киновед и педагог, заслуженный работник культуры Российской Федерации (1995)[96].
- Ищанов, Кайрат Кыдрбаевич (72) — казахстанский государственный деятель, сенатор (2005—2017)[97].
- Курниаван, Тауфик (55) — индонезийский политик, вице-спикер Совета народных представителей (2010—2019)[98].
- Леонтьев, Юрий Алексеевич (80) — советский и российский тренер по самбо[99].
- Сагава, Иссэй (73) — японский убийца и каннибал[100].
- Сальминг, Бёрье (71) — шведский хоккеист («Торонто Мейпл Лифс»), член символической сборной XX столетия, первый европеец, проведший тысячу матчей в НХЛ[101].
- Фуэнтес, Мойсес[исп.] (37) — мексиканский боксёр, чемпион мира в минимальном весе по версии WBO (2011—2013)[102].
- Энценсбергер, Ханс Магнус (93) — немецкий поэт, писатель, эссеист, переводчик[103].
- Глебов, Валерий Васильевич (52) — украинский военнослужащий, капитан, участник российско-украинской войны, Герой Украины (2023, посмертно); погиб в бою.

## 23 ноября
- Абдыкалыков, Орозмат (72) — советский и киргизский хозяйственный, государственный, партийный и политический деятель, министр внешней торговли и промышленности Кыргызстана (1998)[104].
- Ануфриев, Сергей Евгеньевич (62) — российский художник, заслуженный художник Российской Федерации (2008), академик РАХ (2011)[105].
- Баньков, Максим Дмитриевич (24) — российский бобслеист [106].
- Гайда, Станислав[пол.] (77) — польский языковед, академик Польской академии наук (2016)[107].
- Д’Хондт, Паула[нидерл.] (96) — бельгийская политическая деятельница, сенатор (1974—1991), министр общественных работ (1988—1989)[108].
- Данойлич, Милован[серб.] (85) — югославский и сербский поэт, литературный критик, эссеист, академик САНУ (2018)[109].
- Джонсон, Дэвид (71) — английский футболист[110].
- Джорджевич, Младомир (98) — югославский и сербский кинорежиссёр и сценарист[111].
- Кикнадзе, Зураб Георгиевич (89) — советский и грузинский филолог, переводчик, религиовед, этнолог, библеист, доктор филологических наук[112].
- Родригес, Энрике (71) — испанский боксёр, бронзовый призёр Олимпийских игр (1972) и чемпионата мира (1974)[113].
- Сторожкова, Людмила Васильевна (67) — советская легкоатлетка (бег на 400 м), чемпионка Европы 1978 года[114].
- Схиртладзе, Тамара Ермолаевна[груз.] (93) — советская и грузинская актриса, народная артистка Грузинской ССР (1990)[115].
- Шторме, Роланд (88) — бельгийский футболист (о смерти объявлено в этот день)[116].

## 22 ноября

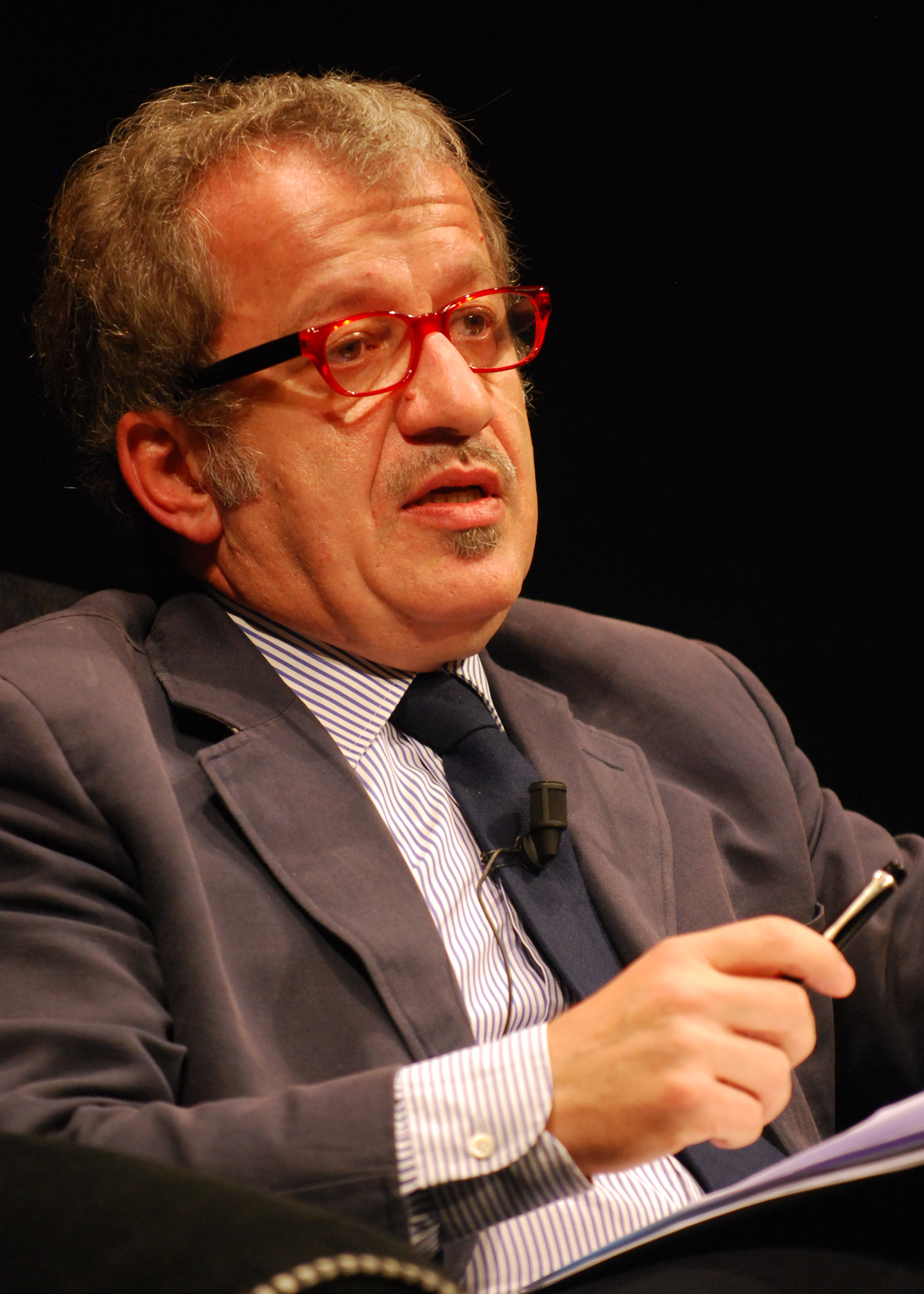
Роберто Марони

- Браун, Джон Янг (88) — американский бизнесмен и политический деятель, губернатор штата Кентукки (1979—1983), совладелец сети KFC[117].
- Гаманенко, Александр Иванович (85) — советский и российский хозяйственный, государственный и политический деятель, депутат Государственной Думы РФ III созыва[118].
- Дементьева, Раиса Фёдоровна (97) — советский и российский государственный, партийный и политический деятель, второй секретарь Московского горкома КПСС (1980—1986)[119].
- Зарелуа, Александр Владимирович[значимость?] (84) — советский и российский математик, доктор физико-математических наук (1976), профессор кафедры высшей геометрии и топологии мехмата МГУ[120].
- Канцане, Бирута Павловна (83) — советский и российский архитектор, заслуженный архитектор Российской Федерации (1995)[121].
- Карлус, Эразму[порт.] (81) — бразильский эстрадный певец и автор песен[122].
- Майер, Бернадетт[англ.] (77) — американская поэтесса[123].
- Марони, Роберто (67) — итальянский политик, министр внутренних дел (1994—1995, 2008—2011), губернатор Ломбардии (2013—2018)[124].
- Маршалл, Сесилия[англ.] (94) — американская правозащитница и историк[125].
- Миланес, Пабло (79) — кубинский певец и автор песен[126].
- Шухевич, Юрий Романович (89) — советский диссидент и политзаключённый, украинский политический деятель, Герой Украины (2006)[127].

## 21 ноября

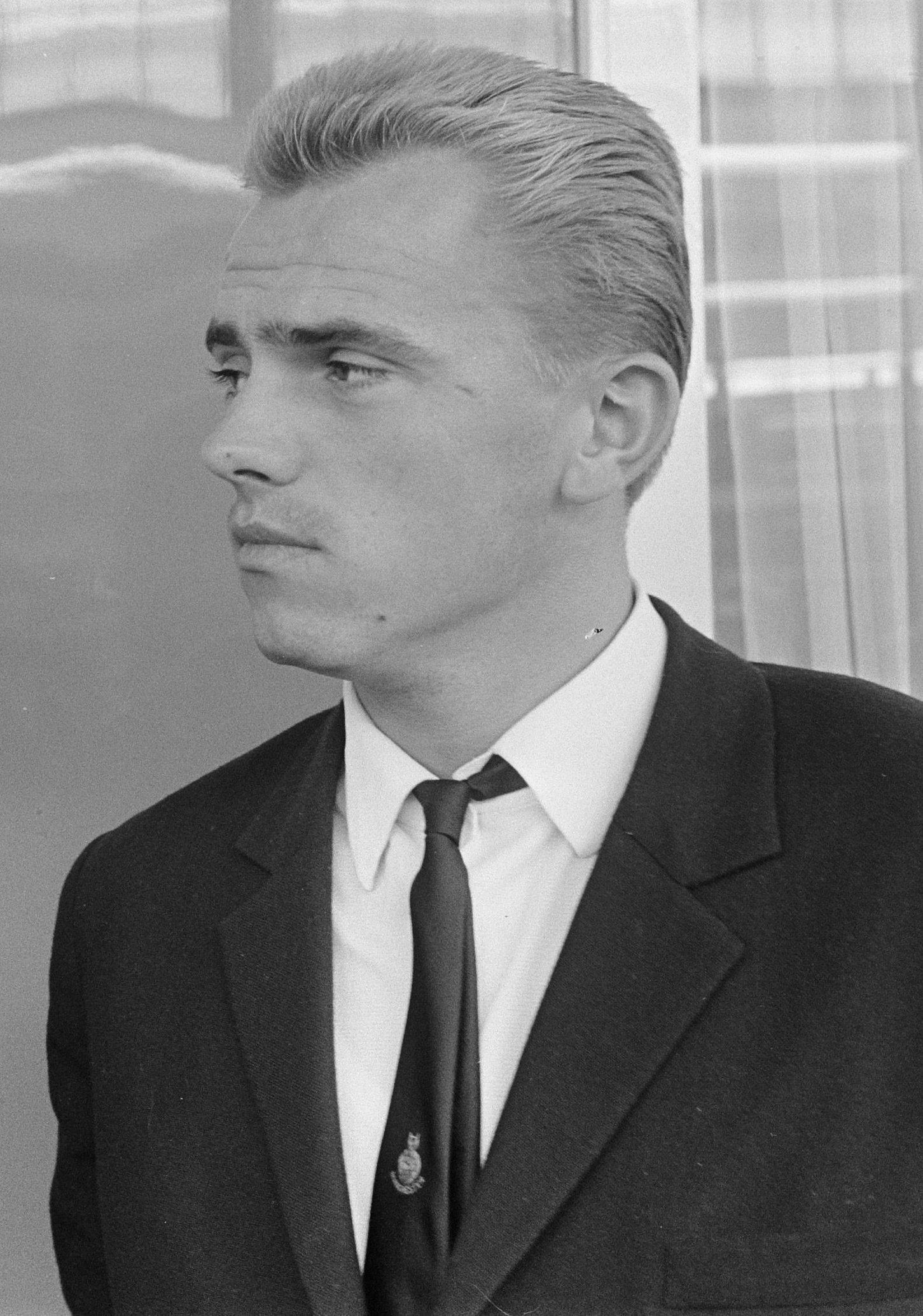
Кальман Месёй

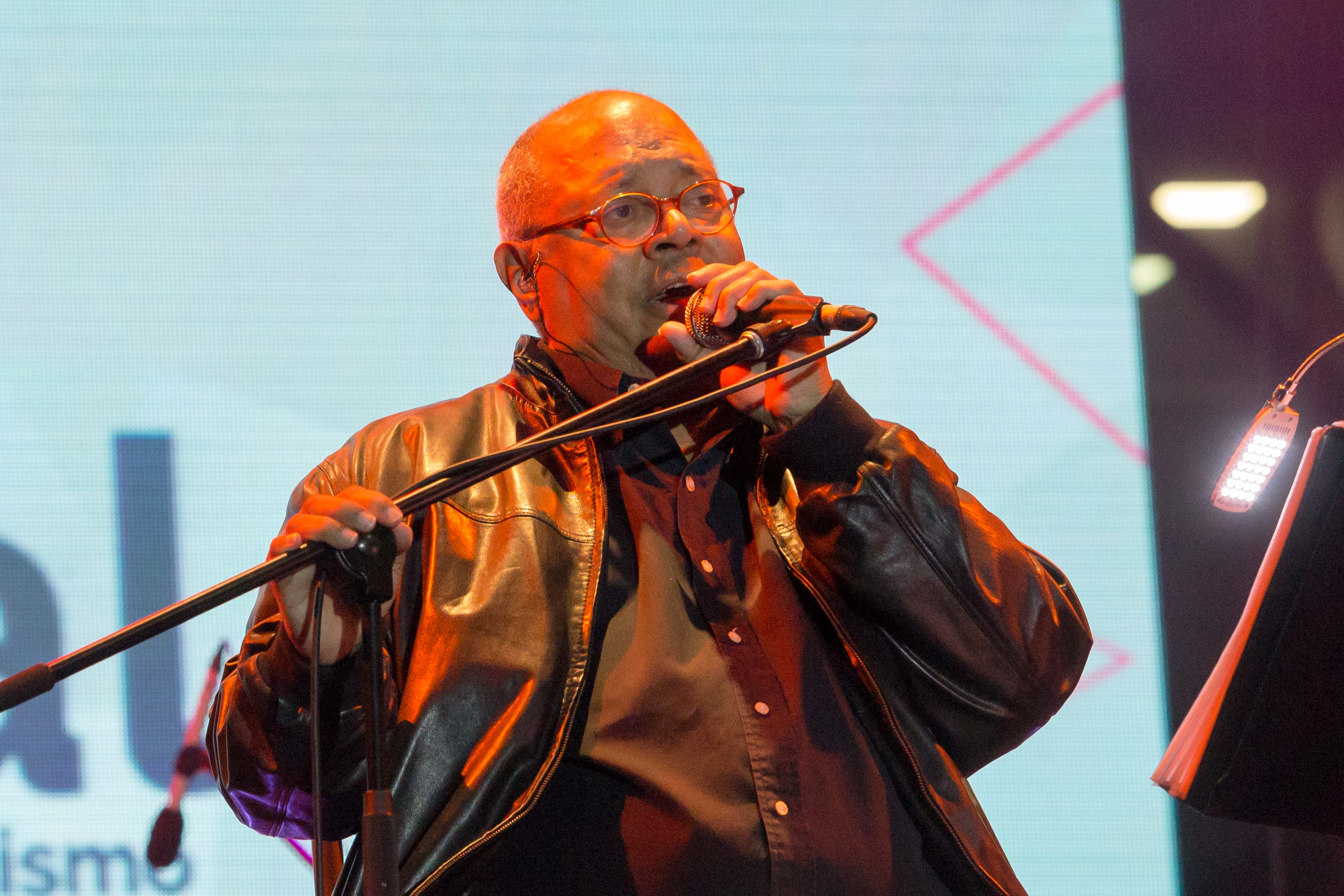
Пабло Миланес

- Де Ленхер, Андреас[нидерл.] (81) — бельгийский биолог[128].
- Джонсон, Уилко[англ.] (75) — британский гитарист, рок-певец, автор песен и актёр[129].
- Камарго Саламанка, Габриэль[исп.] (80) — колумбийский политический деятель и футбольный функционер, сенатор (1998—2002)[130].
- Кар, Пэтси[англ.] (87) — гонконгская актриса[131].
- Кацав, Нузхат[ивр.] (90) — израильский политический деятель, депутат Кнессета (1974—1977)[132].
- Месёй, Кальман (81) — венгерский футболист, бронзовый призёр Олимпийских игр (1960)[133].
- Микер, Мэриджейн (95) — американская писательница[134].
- Нёльднер, Юрген (81) — восточногерманский футболист, бронзовый призёр Олимпийских игр (1964)[135].
- Папи, Фульвио[итал.] (92) — итальянский политический деятель, писатель, философ и журналист[136].
- Папин, Александр Васильевич (88) — советский и российский волейбольный тренер[137].
- Салаи, Юлия[венг.] (74) — венгерский социолог, член-корреспондент Венгерской академии наук (2019)[138].
- Сиддики, Абдул Самад[англ.] (87) — индийский политический деятель, депутат Парламента (1988—1994)[139].
- Тейссейр, Роман[пол.] (93) — польский геофизик, академик Польской академии наук (1980)[140].
- Файнголд, Майкл[англ.] (77) — американский критик и киносценарист[141].
- Хуссейн, Шах Мухаммад Абул[англ.] (85) — бангладешский политический деятель, депутат Национальной ассамблеи (1996—2006)[142].
- Хуху, Джамаледдин[араб.] (88) — алжирский дипломат и политический деятель, министр здравоохранения Алжира (1984—1988)[143].
- Шарковский, Александр Николаевич (85) — советский и украинский математик, академик НАНУ (2006)[144].
- Гадзетта, Карим (27) — швейцарский футболист, полузащитник; самоубийство[145].

## 20 ноября

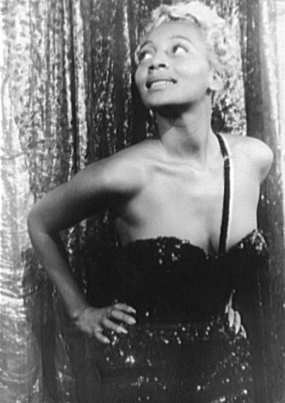
Джойс Брайант

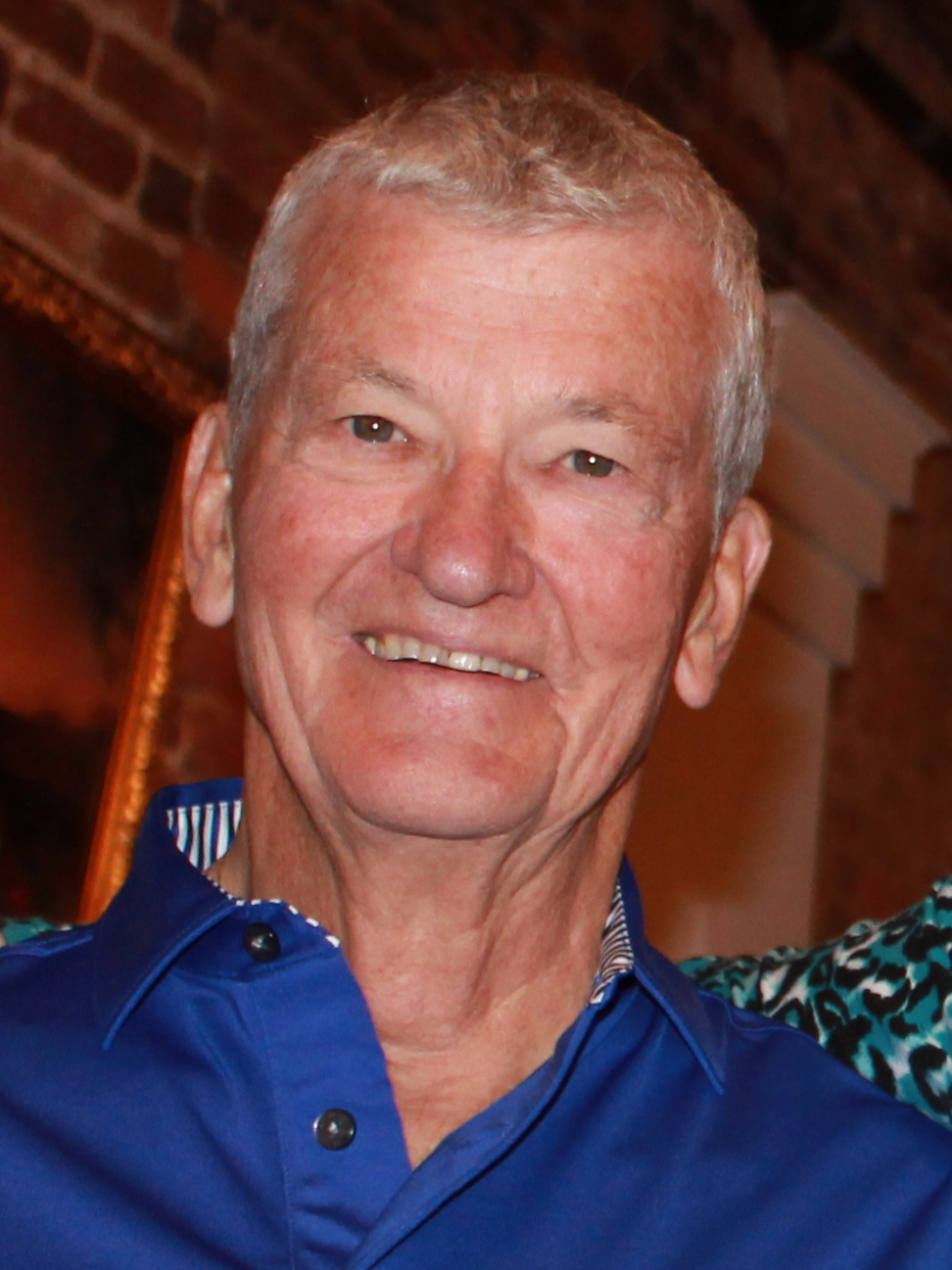
Микки Кун

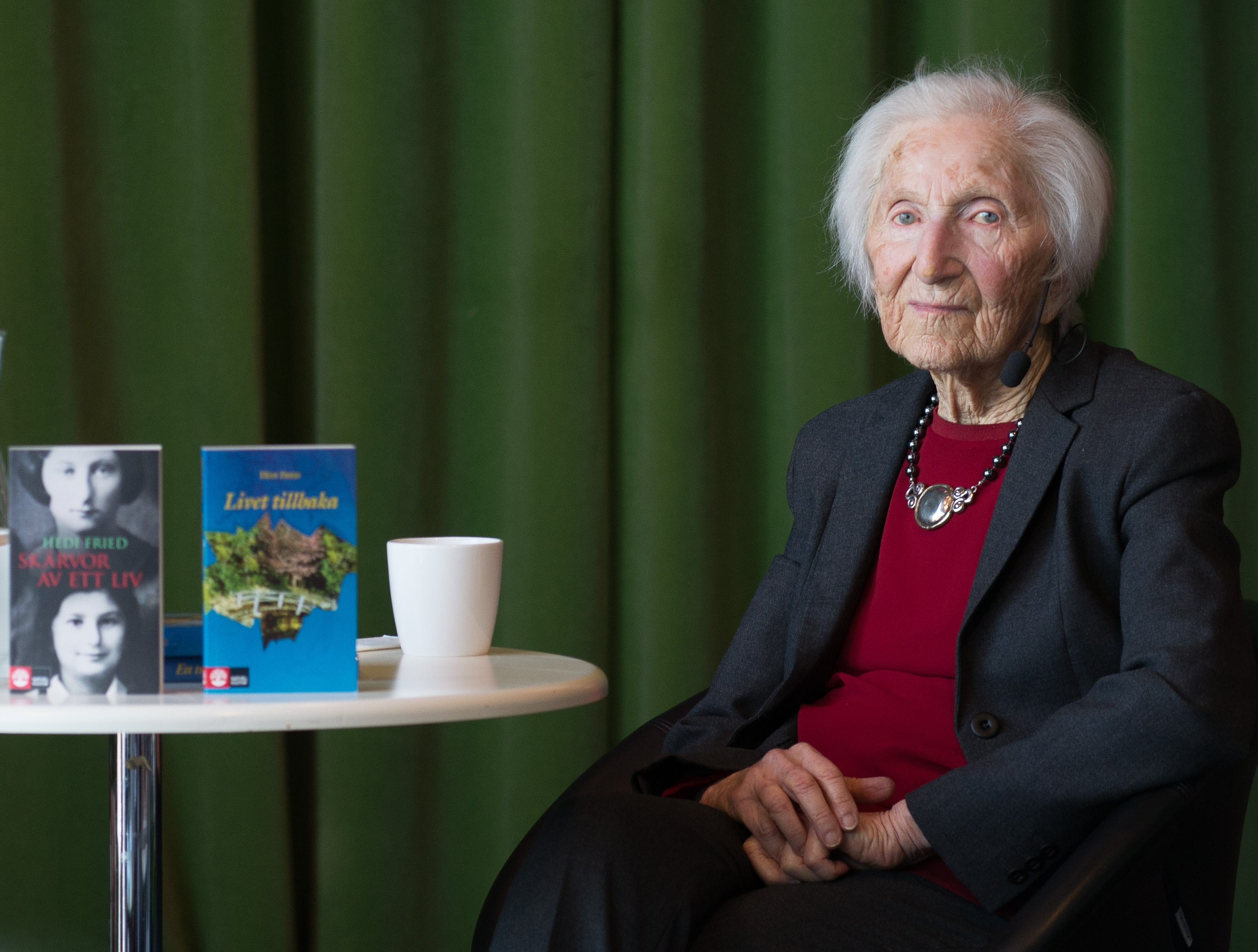
Хеди Фрид

- Брайант, Джойс (95) — американская певица, танцовщица и борец за гражданские права[146].
- Евдаев, Ноберт (93) — азербайджанский поэт, писатель, переводчик[147].
- Иванов, Виктор Александрович (76) — советский передовик производства, лауреат Государственной премии СССР (1988), народный депутат РСФСР / России (1990—1993)[148].
- Кекшоев, Михаил Николаевич (71) — советский и российский контрабасист, концертмейстер Госоркестра, заслуженный артист Российской Федерации (1995)[149].
- Кун, Микки (90) — американский киноактёр[150].
- Рыжова, Татьяна Ивановна (75) — советский и российский живописец, заслуженный художник Российской Федерации (2007), член-корреспондент РАХ (2012)[151].
- Сибул, Рихо[эст.] (64) — эстонский музыкант и певец[152].
- Сметачек, Павел[чеш.] (82) — чехословацкий и чешский джазовый музыкант и композитор[153].
- Фредериксон, Грей[англ.] (85) — американский кинопродюсер, лауреат премии «Оскар» (1975)[154].
- Фрид, Хеди (98) — шведская писательница, сценарист и психолог, жертва Холокоста[155].
- Штрауб, Жан-Мари (89) — французский кинорежиссёр[156].

## 19 ноября

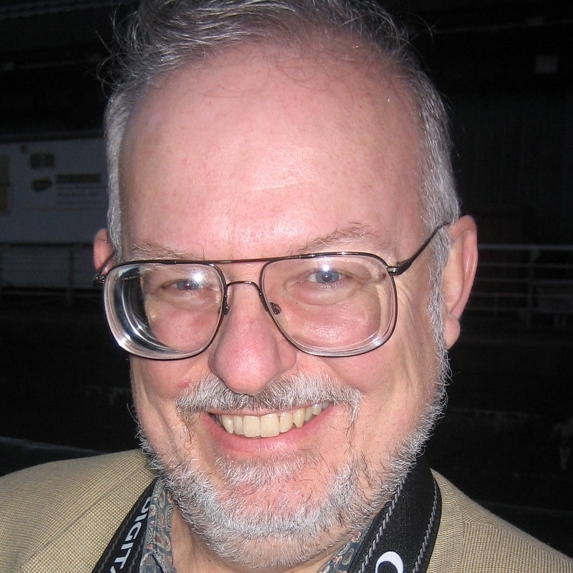
Грег Бир

- Алениус, Эле[фин.] (97) — финский политический деятель, депутат Эдускунты (1966—1977)[157].
- Бир, Грег (71) — американский писатель-фантаст[158].
- Ботчвей, Квеси[англ.] (78) — ганский политик, министр финансов и экономического развития (1982—1995)[159].
- Кэлб, Дэнни[англ.] (80) — американский блюзовый гитарист[160].
- Офер, Гур (88) — израильский экономист[161].
- Тедди, Тарик[урду] (46) — пакистанский актёр[162].
- Турне, Дейси[исп.] (71) — уругвайский политик и государственный деятель, депутат Генеральной ассамблеи (1995—2007, 2009—2020), министр внутренних дел (2007—2009)[163].
- Фиденко, Нико[итал.] (89) — итальянский певец и композитор[164].
- Фрэнк, Джейсон Дэвид (49) — американский актёр и боец смешанных единоборств; самоубийство[165].

## 18 ноября

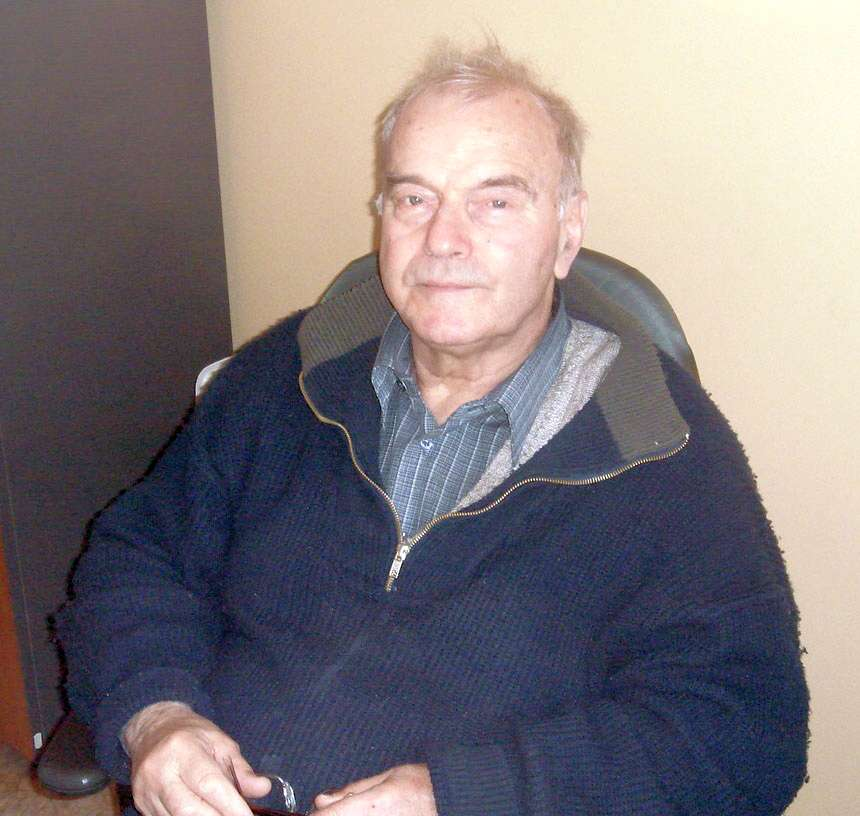
Александр Каплянский

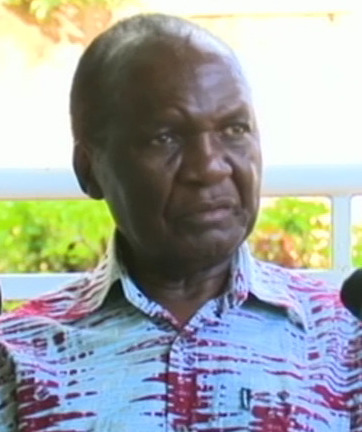
Пол Семогерере

- Азнаурян, Арташес Варданович (84) — советский и армянский патоморфолог[166].
- Бандурко, Вениамин Алексеевич (94) — советский государственный деятель, председатель Краснодарского горисполкома (1977—1984)[167].
- Джозеф, Фрэнсис (62) — английский футболист[168].
- Джонстон, Ричард (86) — новозеландский велогонщик, участник Олимпийских игр (1964)[169].
- Диань, Юссу[фр.] (84) — сенегальский политик, председатель Национального собрания (2001—2002)[170].
- Каплянский, Александр Александрович (91) — советский и российский физик, академик РАН (2003)[171].
- Корсакова, Вера Васильевна (102) — советский передовик лёгкой промышленности, Герой Социалистического Труда (1966)[172].
- Мокс, Рафал (36) — польский боец смешанных единоборств[173].
- Рорем, Нед (99) — американский композитор, лауреат Пулитцеровской премии (1976)[174].
- Рубен, Бернгард Савельевич (96) — русский писатель[175].
- Семогерере, Пол (90) — угандийский политический деятель, председатель Демократической партии (1980—2005)[176].

## 17 ноября

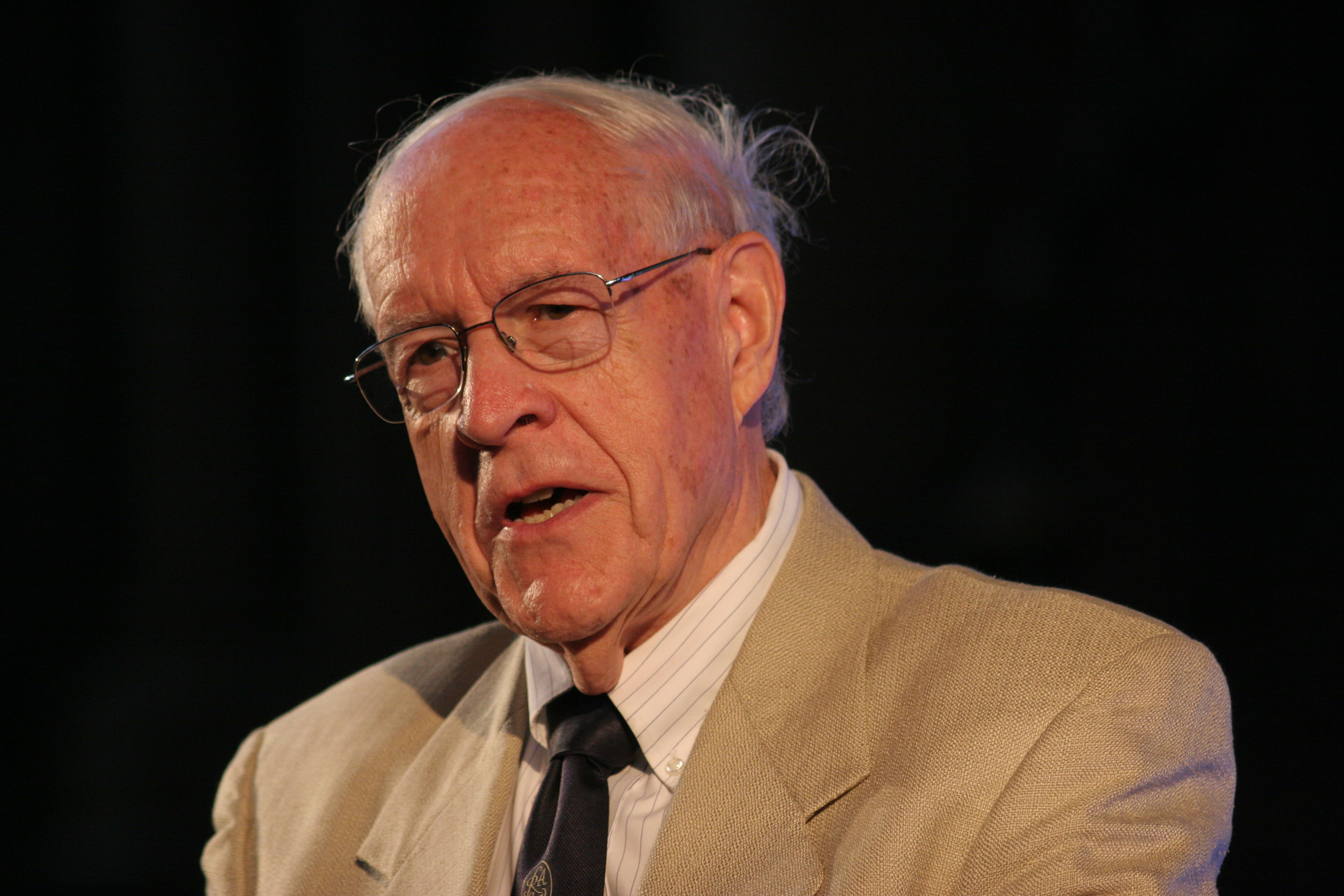
Фредерик Брукс

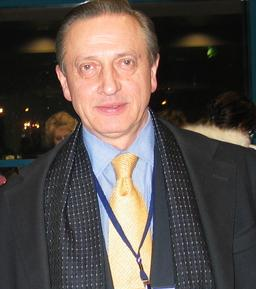
Александр Горшков

- Абатеруссо, Эрнесто[итал.] (66) — итальянский политический деятель, депутат Парламента (1992—1994, 1996—2001)[177].
- Брукс, Фредерик (91) — американский компьютерный архитектор, лауреат премии Тьюринга (1999), член Национальной академии наук США (2001)[178].
- Валенди, Удо (95) — немецкий публицист, политолог, отрицатель Холокоста[179].
- Горшков, Александр Георгиевич (76) — советский фигурист, российский спортивный функционер, олимпийский чемпион (1976), шестикратный чемпион мира, ЗМС СССР (1970), президент Федерации фигурного катания России (с 2010)[180].
- Даффи, Кристофер[англ.] (86) — британский военный историк (о смерти объявлено в этот день)[181].
- Корги, Ацио[итал.] (85) — итальянский композитор и музыковед[182].
- Мустафа, Шеттима[англ.] (82) — нигерийский политический деятель, министр сельского хозяйства (1990—1992), обороны (2006—2008) и внутренних дел (2009—2010)[183].
- Седжвик, Маркус[англ.] (54) — английский писатель[184].
- Хыля-Маковская, Барбара[пол.] (76) — польский политический деятель, депутат Сейма (1993—2005)[185].

## 16 ноября
- Айлар Хагги — иранская студентка.

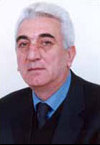
Рафаэль Багоян

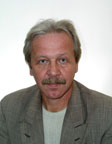
Валерий Катаев

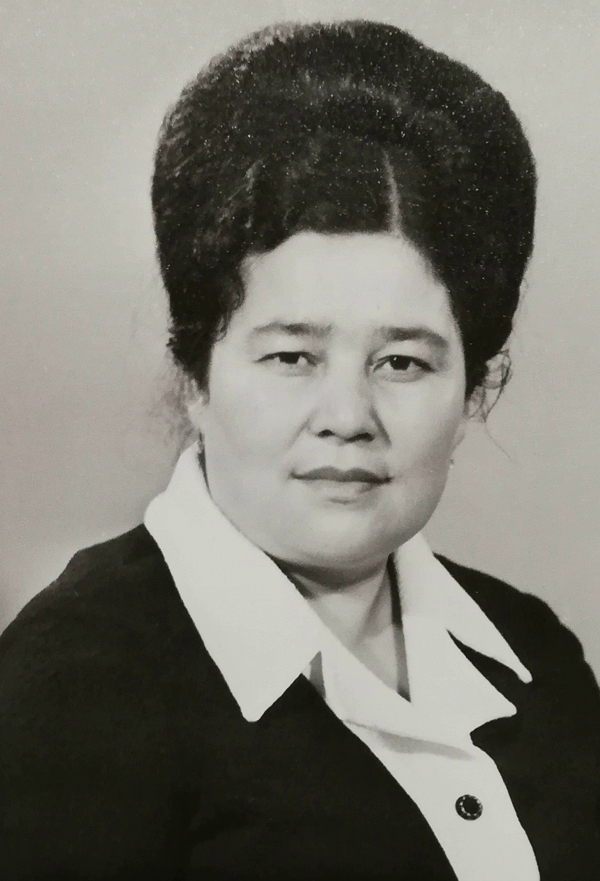
Римаджан Худайбергенова

- Багоян, Рафаэль Андраникович (74) — армянский государственный деятель[186].
- Бринк-Клауссен, Бьёрн (80) — датский шахматист[187].
- Ван Вэньцай (96) — китайский ботаник, член Китайской академии наук (1993)[188].
- Дунейбат, Абдель Мажид[араб.] (77) — иорданский политический деятель, сенатор (2007—2012)[189].
- Карупайя Матусами[англ.] (68) — малайзийский политический деятель, депутат Парламента (с 2018)[190].
- Катаев, Валерий Николаевич (66) — российский геолог, доктор геолого-минералогических наук (2000), профессор кафедры динамической геологии и гидрогеологии Пермского университета (2000)[191].
- Клэри, Роберт[англ.] (96) — американский киноактёр[192].
- Мартынюк, Александр Акимович (77) — советский хоккеист, двукратный чемпион мира (1971, 1973), трёхкратный чемпион СССР (1967, 1969, 1976)[193].
- Мусатов, Владимир Андреевич (77) — советский и российский театральный актёр, заслуженный артист Российской Федерации (2004)[194].
- Негрейрус, Лизетти[порт.] (81) — бразильская актриса[195].
- Парсонс, Питер Джон (86) — британский антиковед-папиролог, член Британской академии (1977)[196].
- Родакс, Герхард (57) — австрийский футболист, игрок национальной сборной; ДТП[197].
- Салгадо, Изабел[порт.] (62) — бразильская волейболистка, игрок национальной сборной, участница Олимпийских игр (1980, 1984)[198].
- Худайбергенова, Римаджан Матназаровна (80) — советский и узбекский партийный и государственный деятель, первый секретарь Хорезмского обкома КПСС (1988—1991), председатель Хорезмского облсовета (1990—1992)[199].
- Эйкокс, Никки (47) — американская актриса[200].

## 15 ноября
- Горбунов, Борис Дмитриевич (84) — советский и российский работник сельского хозяйства, депутат Верховного Совета СССР (1979—1989)[201].
- Зелиньский, Адам[пол.] (91) — польский юрист, председатель Высшего административного суда Польши (1982—1992), депутат Сейма (1989—1991), омбудсмен Польши (1996—2000)[202].
- Кришна (79) — индийский актёр и политик, депутат Лок сабхи (1989—1991)[203].
- Мунтасир, Гулам Аббас[англ.] (80) — индийский баскетболист и киноактёр[204].
- Санчес, Хосе Леон[исп.] (93) — коста-риканский писатель, новеллист[205].
- Сапгир, Кира Александровна (85) — русский прозаик, детская поэтесса[206].
- Флёри Филью, Луис Антониу[порт.] (73) — бразильский политик, губернатор Сан-Паулу (1991—1995), член Палаты депутатов (1999—2007)[207].
- Цзинь Телинь[кит.] (82) — китайский педагог по вокалу, президент Китайской консерватории (1996—2009)[208].
- Ширинов, Ихтияр[азерб.] (70) — азербайджанский государственный деятель, Генеральный прокурор Азербайджана[209].

## 14 ноября

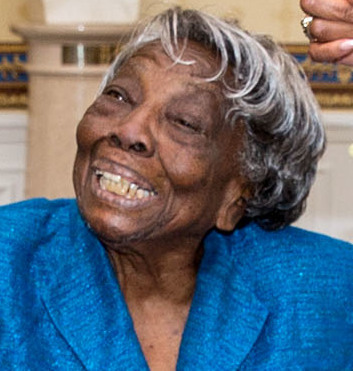
Вирджиния Маклорин

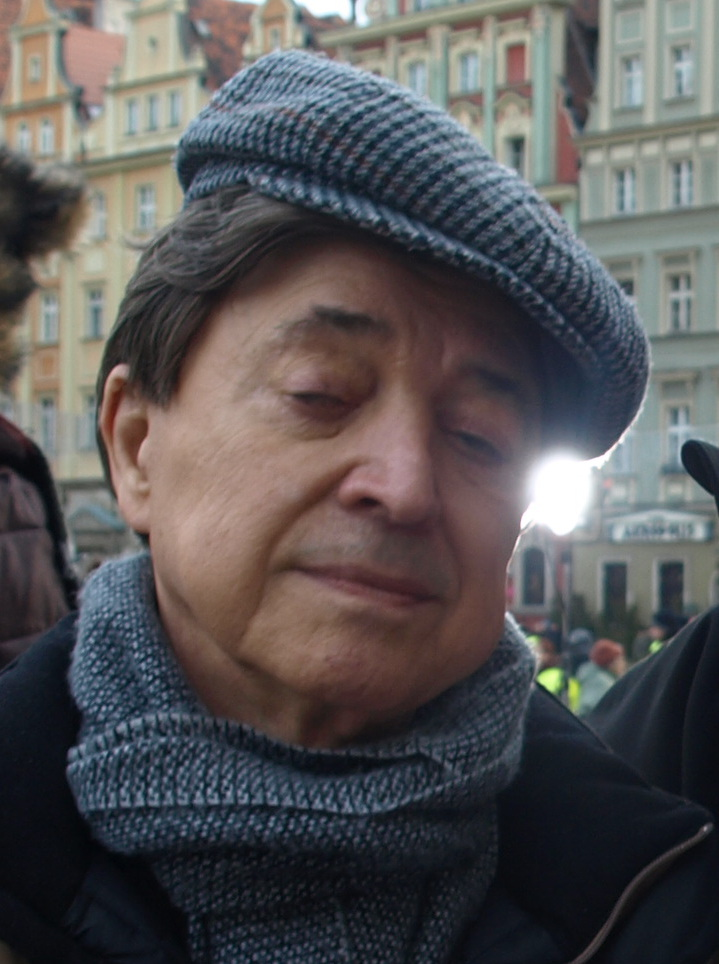
Ежи Поломский

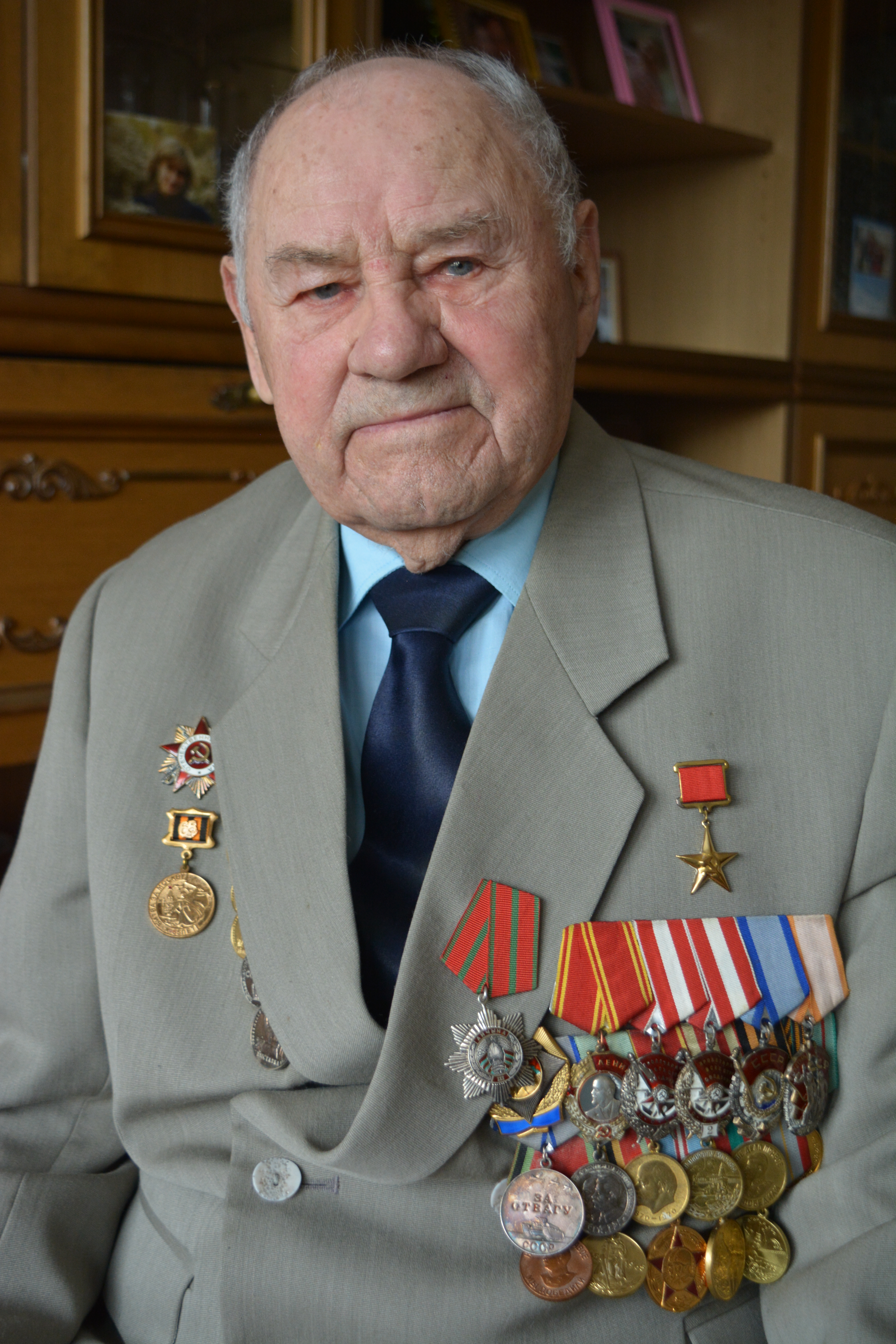
Александр Слобода

- Алипулатов, Ильман Субханович (68) — российский журналист и общественно-политический деятель[210].
- Вацулик, Павел[чеш.] (73) — чехословацкий и чешский композитор, драматург, музыкальный продюсер, пианист и аранжировщик[211].
- Линна, Хеймо[фин.] (96) — финский политический деятель, министр сельского и лесного хозяйства Финляндии[212].
- Маклорин, Вирджиния (113) — американская неверифицированная супердолгожительница[213].
- Нековарж, Ян[чеш.] (59) — чешский математик[214].
- Поломский, Ежи (89) — польский певец и актёр[215].
- Ревес, Пал[венг.] (88) — венгерский математик, действительный член Венгерской академии наук (1987)[216].
- Слобода, Александр Иванович (102) — советский партийный и государственный деятель, Герой Социалистического Труда (1966)[217].
- Чиквин, Ян[бел.] (82) — польский белорусскоязычный поэт, литературовед и переводчик[218].
- Юн Гван[кор.] (87) — южнокорейский юрист, председатель Верховного суда (1993—1999)[219].

## 13 ноября

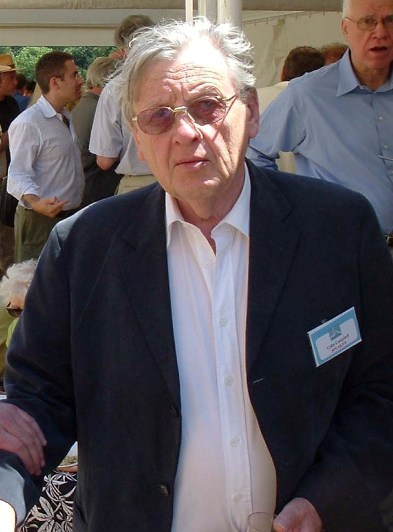
Колин Кэмпбелл

- Джонсон, Энтони (38) — американский спортсмен, выступавший в смешанных единоборствах[220].
- Йорданова, Вера[чеш.] (94) — чехословацкая и чешская актриса и телережиссёр[221].
- Кодреску, Константин[рум.] (91) — румынский актёр[222].
- Кронхольд, Ежи[пол.] (76) — польский поэт, дипломат и деятель культуры, директор Польского института в Братиславе[пол.] (2000—2006)[223].
- Кэмпбелл, Колин (91) — британский геолог-нефтяник[224].
- Леваз, Марсель[нидерл.] (111) — бельгийская супердолгожительница[225].
- Натадзе, Нодар[груз.] (93) — грузинский литературовед, лингвист и политик, основатель (1989) и лидер Народного фронта, депутат Парламента Грузии (1992—1995)[226].
- Приглингер, Йоханна[нем.] (36) — австрийский политик[227].
- Холланд, Джерри[англ.] (66) — ирландский регбист[228].

## 12 ноября

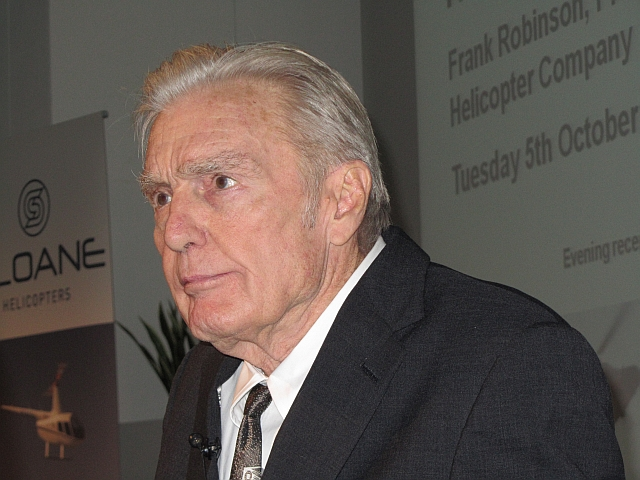
Франклин Робинсон

- Богомолов, Борис Павлович (92) — советский и российский инфекционист, член-корреспондент РАМН (2004—2014), член-корреспондент РАН (2014)[229].
- Ван дер Гейп, Кор[нидерл.] (91) — нидерландский футболист и футбольный тренер[230].
- Воробьёв, Вячеслав Михайлович (72) — российский культуролог, археолог, краевед[231].
- Инглиш, Дэвид Стюарт[англ.] (76) — британский киноактёр и писатель[232].
- Ковачевич, Горан[англ.] (51 или 52) — сербский политический деятель, депутат Народной скупщины (с 2014 года)[233].
- Коннотон, Джон (73) — английский футболист[234].
- Латушко, Александр Николаевич (77) — советский и российский театральный режиссёр, заслуженный артист РСФСР (1982)[235].
- Мехран Карими Нассери (76/77) — иранский политический эмигрант[236].
- Омори, Кадзуки[яп.] (70) — японский кинорежиссёр[237].
- Поляков, Николай Александрович (82) — советский и российский актёр, заслуженный артист Российской Федерации (2006)[238].
- Робинсон, Франклин (92) — американский авиационный инженер и предприниматель, основатель компании «Robinson Helicopter»[239].
- Скурстене, Велта (91) — советская и латвийская актриса, заслуженная артистка Латвийской ССР (1966)[240].
- Хаббард, Кэрролл[англ.] (85) — американский политик, член Палаты представителей (1975—1993)[241].

## 11 ноября

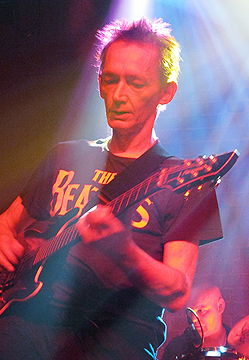
Кит Левен

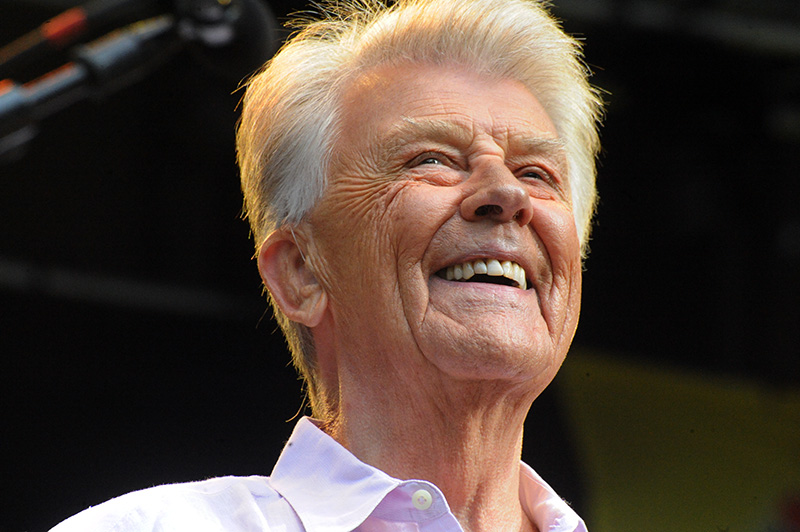
Свен-Бертиль Таубе

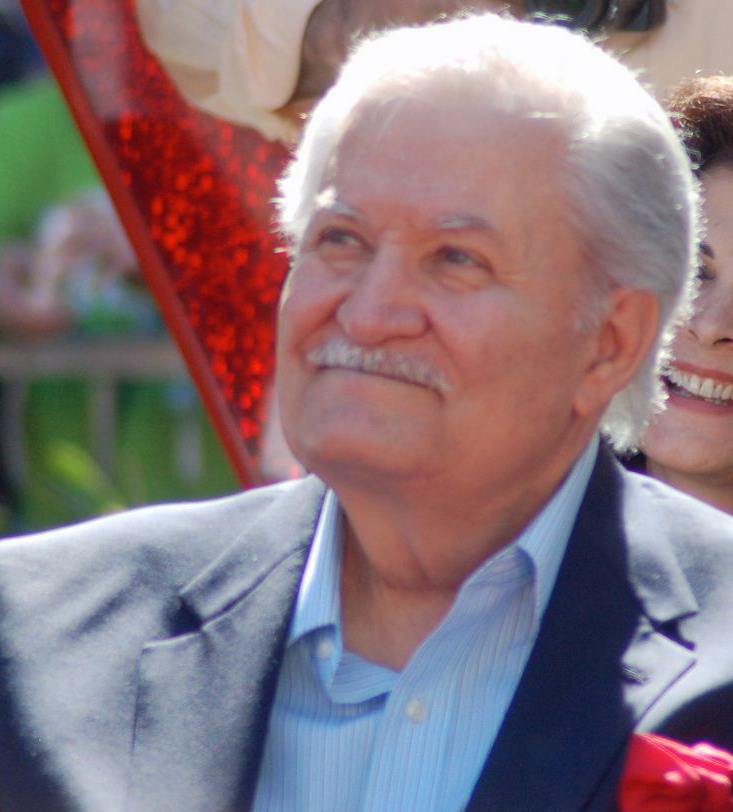
Джон Энистон

- Адамаки, Мина[греч.] (78) — греческая актриса[242].
- Галлахер[англ.] (76) — американский комик[243].
- Левен, Кит (65) — британский рок-музыкант, сооснователь группы «The Clash»[244].
- Розовски, Генри (95) — американский историк экономики[245].
- Санс, Франсиско Хавьер (69) — испанский шахматист, международный мастер (1978)[246].
- Таубе, Свен-Бертиль (87) — шведский актёр и певец[247].
- Тоньи, Эрнесто[нем.] (96) — швейцарский католический прелат, епископ Лугано[нем.] (1978—1985)[248].
- Шувалова, Людмила Павловна (95) — советский и российский театральный режиссёр, вдова В. И. Стржельчика[249].
- Энистон, Джон (89) — американский актёр[250].

## 10 ноября

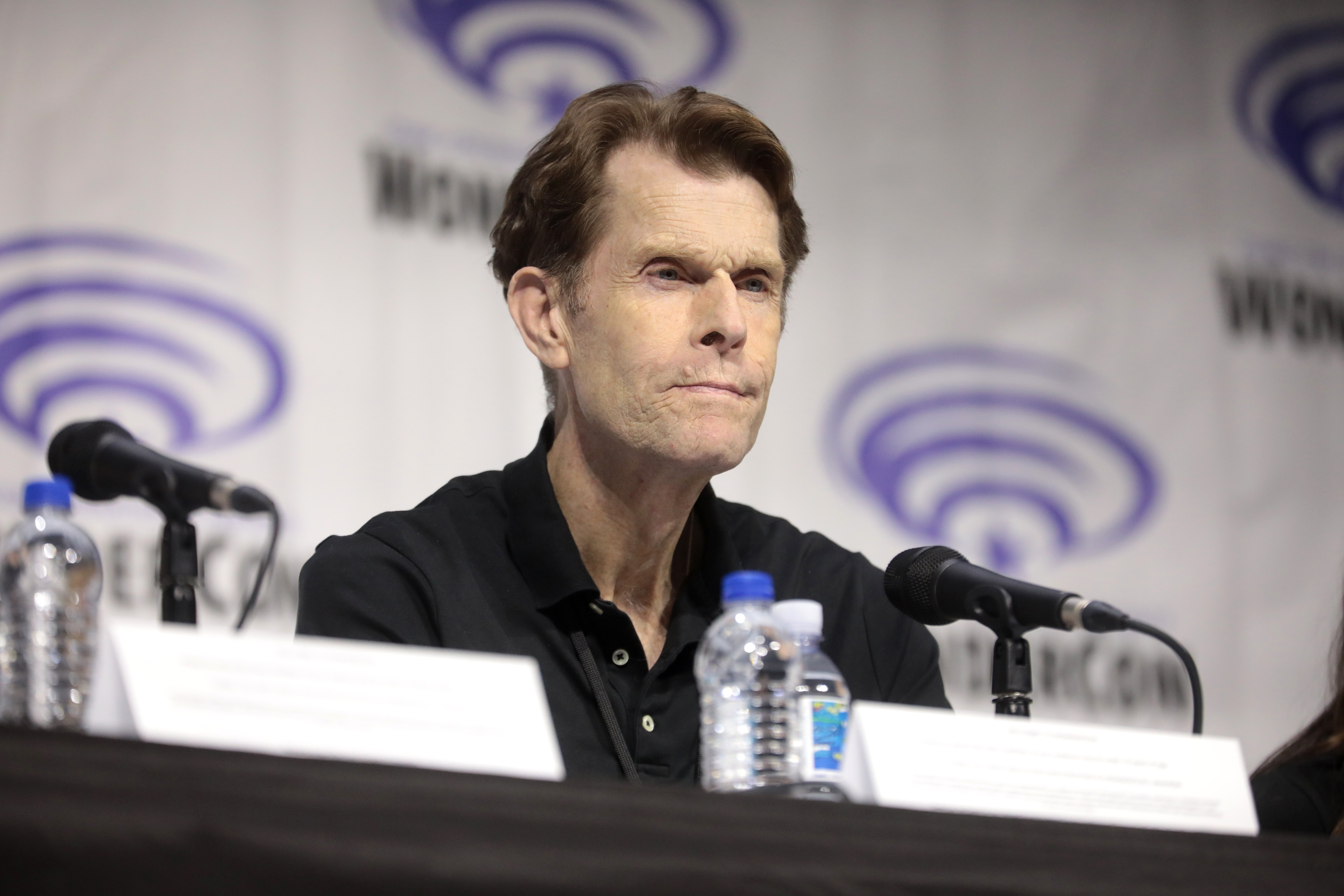
Кевин Конрой

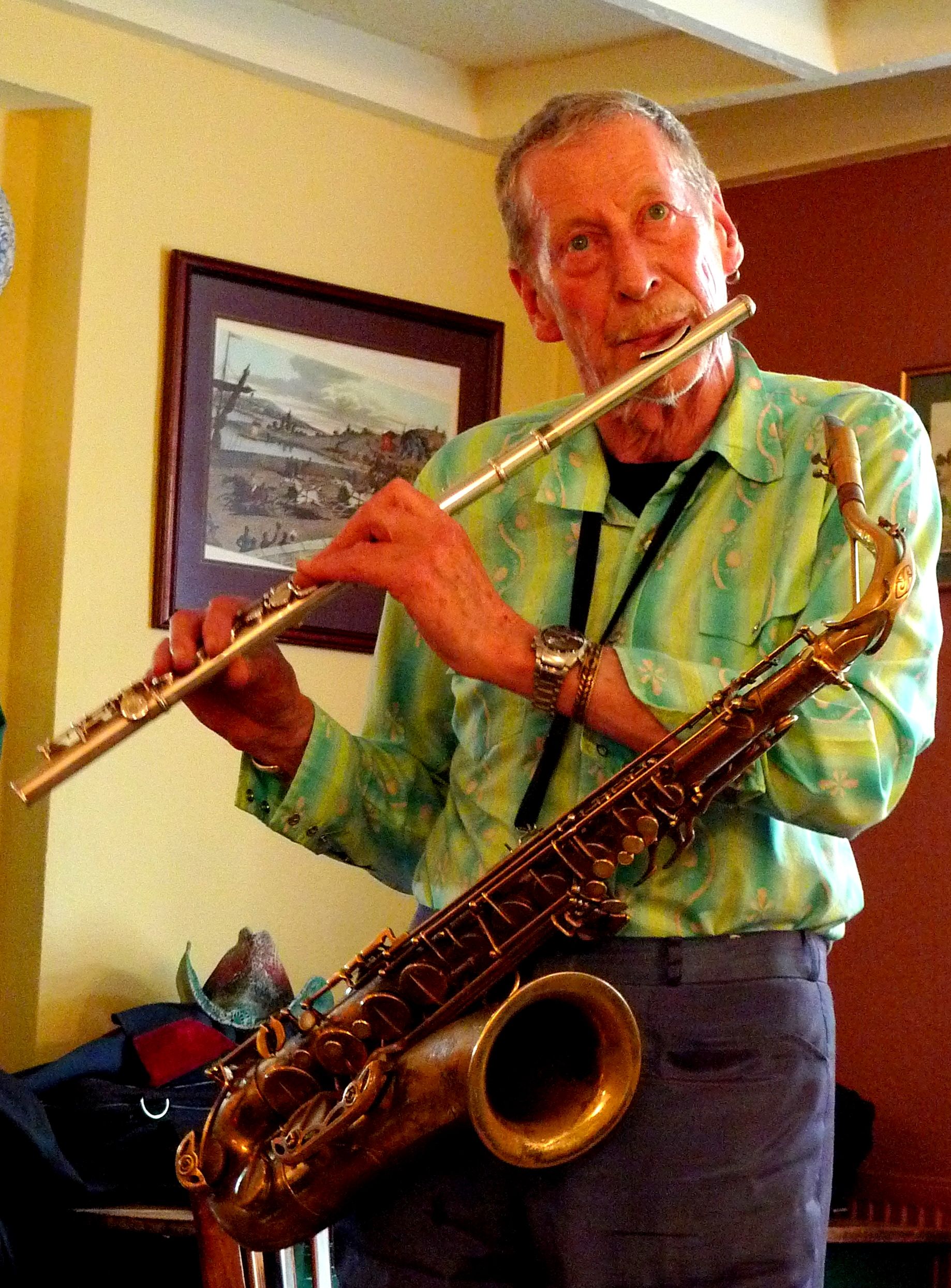
Ник Тёрнер

- Бартезаги, Луиджи[англ.] (90) — канадский велогонщик, участник Олимпийских игр (1960)[251].
- Бенедиктов, Станислав Бенедиктович (78) — советский и российский театральный художник, народный художник Российской Федерации (1996), академик РАХ (2017)[252].
- Гильерме, Роберту[порт.] (84) — бразильский актёр[253].
- Конрой, Кевин (66) — американский актёр[254].
- Орельяна, Хуан Карлос[исп.] (67) — чилийский футболист[255].
- Папазахос, Василис (93) — греческий сейсмолог[256].
- Пригода, Фрэнк[англ.] (101) — австралийский горнолыжник, участник Олимпийских игр (1956)[257].
- Стоянов, Андрей Александрович[значимость?] (48) — российский актёр[258].
- Телемак, Эрве[фр.] (85) — французский живописец[259].
- Тёрнер, Ник (82) — британский музыкант, певец, автор песен и композитор[260].
- Торрес, Альфредо (91) — мексиканский футболист и тренер[261].
- Шрёдер, Вальтер[нем.] (89) — немецкий спортсмен (академическая гребля), олимпийский чемпион (1960) (о смерти объявлено в этот день)[262].
- Шунькин, Борис Валентинович (71) — советский и российский тренер по дзюдо, заслуженный тренер России[263].
- Эрнандес Наварро, Агустин[исп.] (98) — мексиканский архитектор и скульптор[264].
- Юсуф, Гулам-Сарвар[англ.] (82) — малайзийский писатель[265].

## 9 ноября

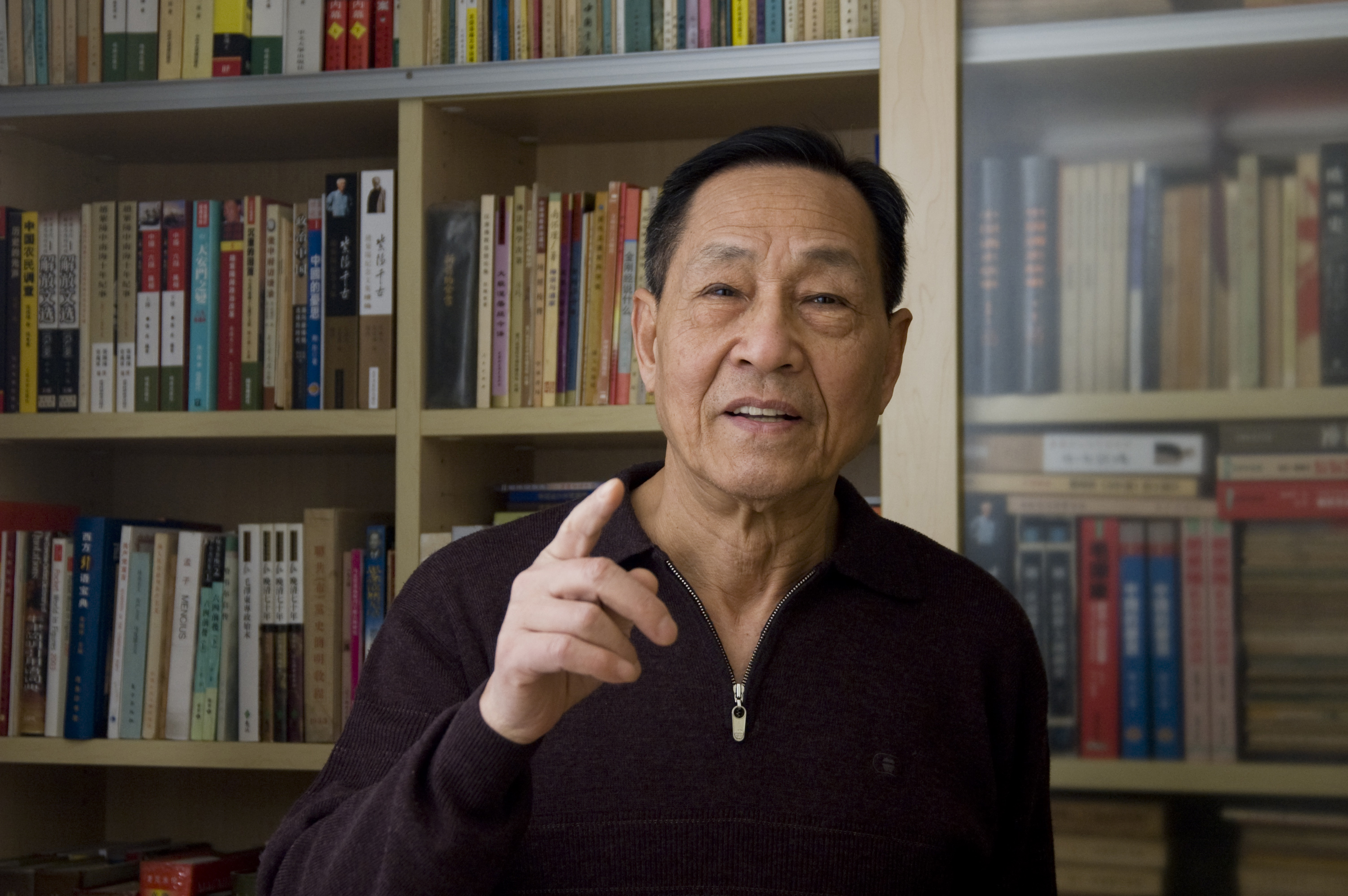
Бао Тун

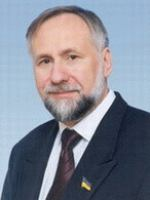
Юрий Кармазин

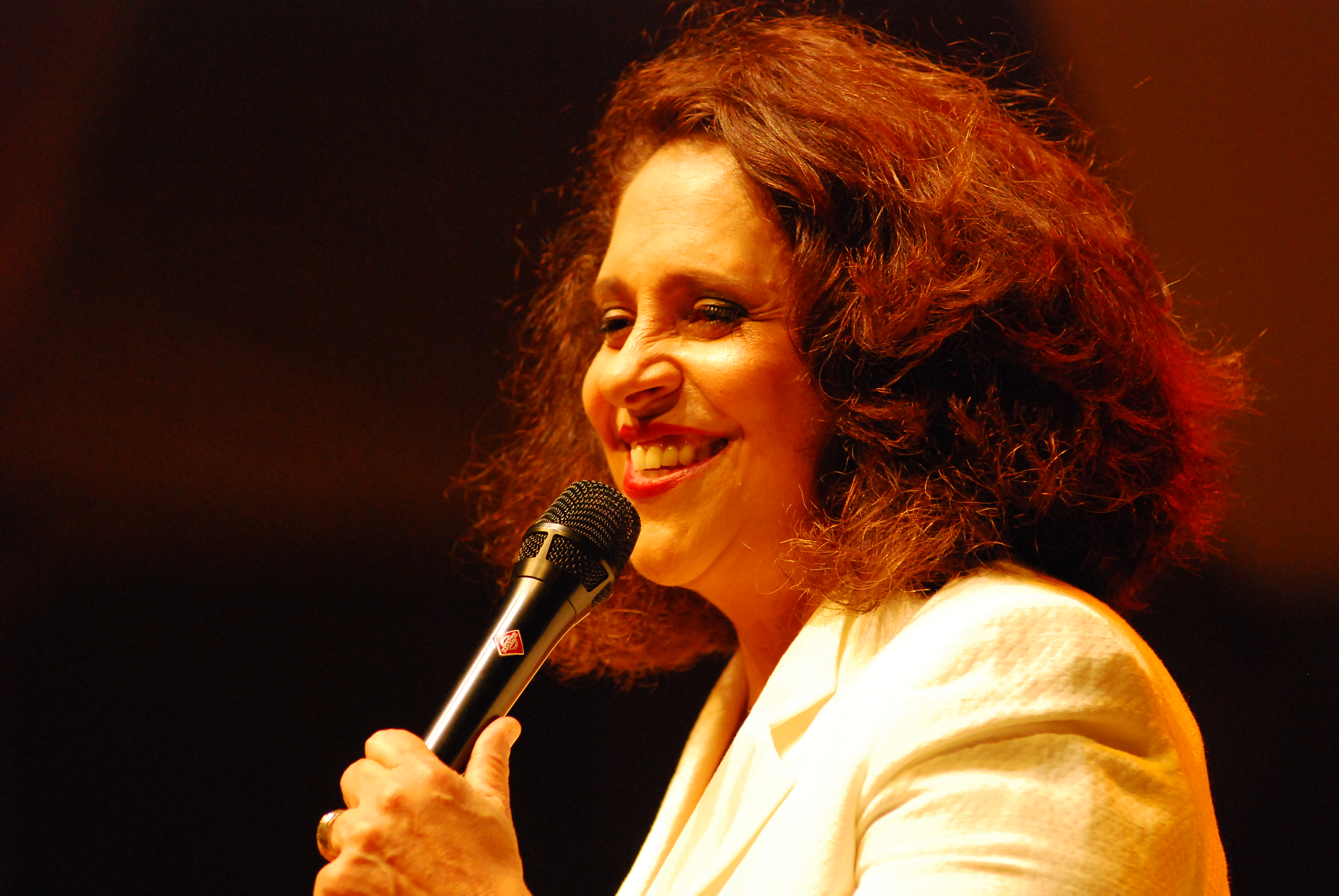
Гал Коста

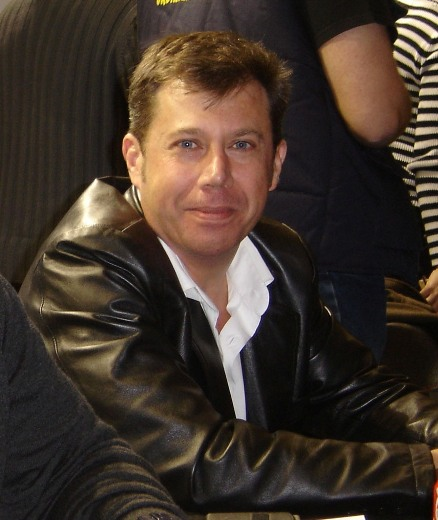
Карлос Пачеко

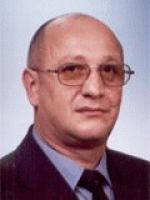
Алексей Ременюк

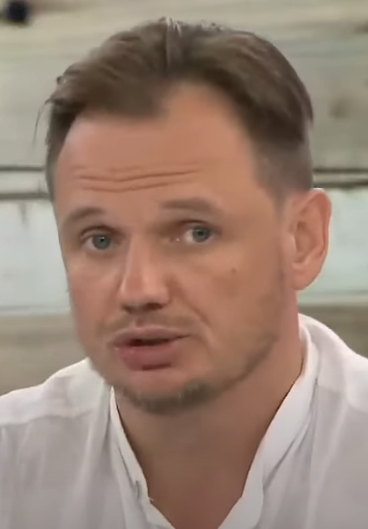
Кирилл Стремоусов

- Амирбек, Копен[каз.] (72) — казахский сатирик[266].
- Бао Тун (90) — китайский партийный деятель и диссидент[267].
- Гнедой, Эйнар (57) — советский и латвийский футболист[268].
- Кармазин, Юрий Анатольевич (65) — украинский политический деятель, народный депутат Украины (1994—2006, 2007—2012)[269].
- Коста, Гал (77) — бразильская эстрадная певица и автор песен[270].
- Костин, Александр Васильевич (83) — советский и украинский композитор, народный артист Украины (1996)[271].
- Пачеко, Карлос (60) — испанский художник[272].
- Ременюк, Алексей Иванович (66) — украинский политический деятель, народный депутат Украины (1998—2006); ДТП[273].
- Стремоусов, Кирилл Сергеевич (45) — российский и украинский политический и общественный деятель; ДТП[274].
- Факури, Анн[фр.] (48) — французская писательница-фантаст[275].
- Хетта, Маттис[норв.] (63) — норвежский эстрадный певец[276].
- Чарногурский, Иван[чеш.] (89) — чехословацкий политический деятель, член Федерального собрания (1992)[277].
- Шульц, Вернер Густав[нем.] (72) — немецкий политический деятель, депутат бундестага (1990—2005), депутат Европейского парламента (2009—2014)[278].

## 8 ноября

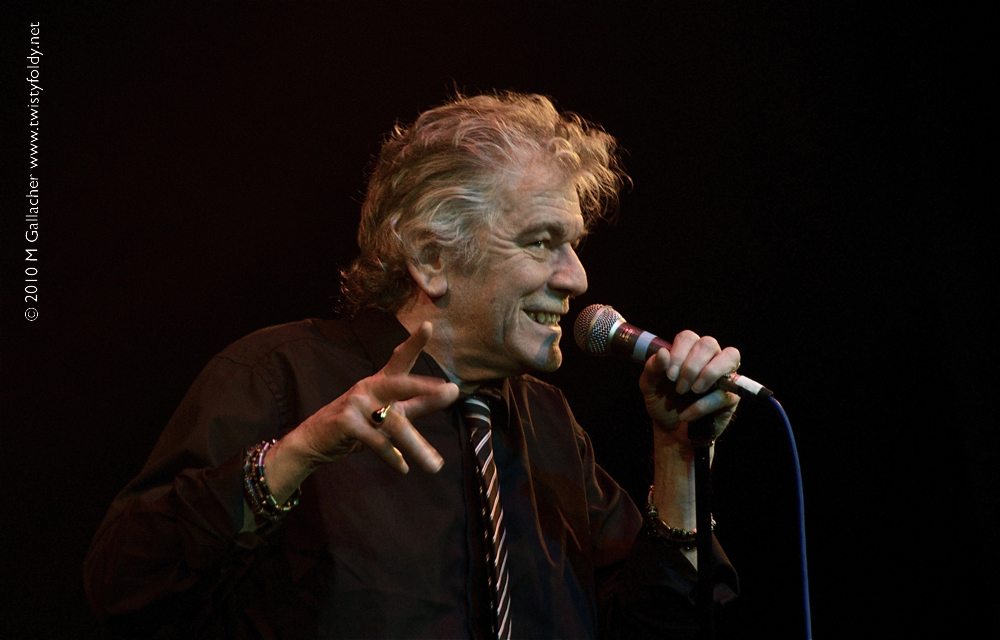
Уильям Маккаферти

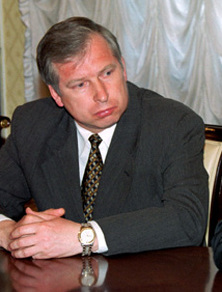
Виктор Черкесов

- Батлер, Дэвид[англ.] (98) — британский псефолог, член Британской академии (1994)[279].
- Бонтеку, Ли[англ.] (91) — американский скульптор и гравёр[280].
- Гётц-Станкевич, Маркета[чеш.] (95) — чешская писательница и переводчик[281].
- Захаров, Валентин Александрович (78) — советский и российский танцовщик, заслуженный артист РСФСР (1981)[282].
- Карно, Морис (98) — американский физик, математик, компьютерный учёный, изобретатель[283].
- Картнер, Пьер[нидерл.] (87) — нидерландский эстрадный певец и автор песен[284].
- Конти, Марио[англ.] (88) — шотландский католический прелат, епископ Абердина (1977—2002), архиепископ Глазго (2002—2012)[285].
- Лохитхасва[англ.] (80) — индийский киноактёр[286].
- Маккаферти, Дэн (Уильям Дэниел) (76) — шотландский рок-вокалист и автор песен, основатель и лидер рок-группы Nazareth[287].
- Наумов, Виктор Филиппович (88) — советский передовик производства, полный кавалер ордена Трудовой Славы[288].
- Оуэн, Том[англ.] (73) — британский киноактёр[289].
- Поледнякова, Мария[чеш.] (81) — чехословацкая и чешская писательница, кинорежиссёр и киносценарист[290].
- Рейт, Питер[англ.] (72) — австралийский политический деятель, министр обороны (2001) и министр по делам малого бизнеса (1997—2001), депутат Палаты представителей (1982—2001)[291].
- Тан Юци[кит.] (102) — китайский физикохимик, член Китайской академии наук (1980)[292].
- Трофимов, Владимир Григорьевич (71) — советский и российский дипломат, посол России в Йемене (2006—2010)[293].
- Ферди, Вилл[нидерл.] (95) — бельгийский эстрадный певец[294].
- Хедерстрём, Клас-Йёран[швед.] (77) — шведский эстрадный певец[295].
- Черкесов, Виктор Васильевич (72) — российский государственный деятель, полномочный представитель президента РФ в Северо-Западном федеральном округе (2000—2003), директор ФСКН (2003—2008), председатель Государственного антинаркотического комитета (2007—2008), депутат Государственной думы (2011—2016), генерал полиции (2003)[296].
- Чоудхури, Джафрул Ислам[англ.] (72) — бангладешский политический деятель, депутат Национальной ассамблеи (1996—2013), министр окружающей среды (2001—2006)[297].
- Янг, Джордж[англ.] (85) — американский легкоатлет, бронзовый призёр Олимпийских игр в беге на 3000 м с препятствиями (1968)[298].

## 7 ноября

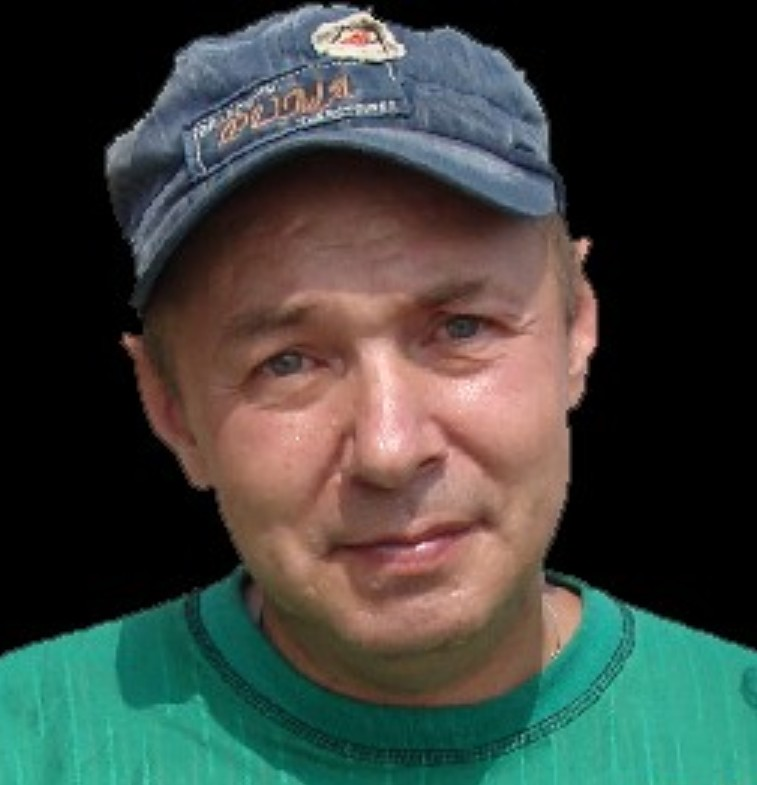
Сергей Кузнецов

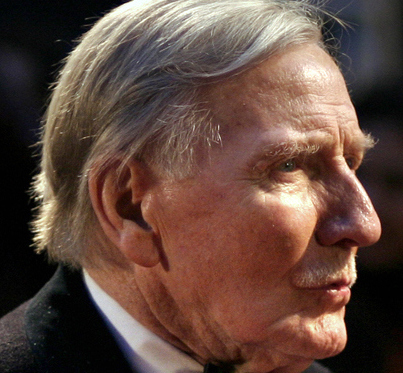
Лесли Филлипс

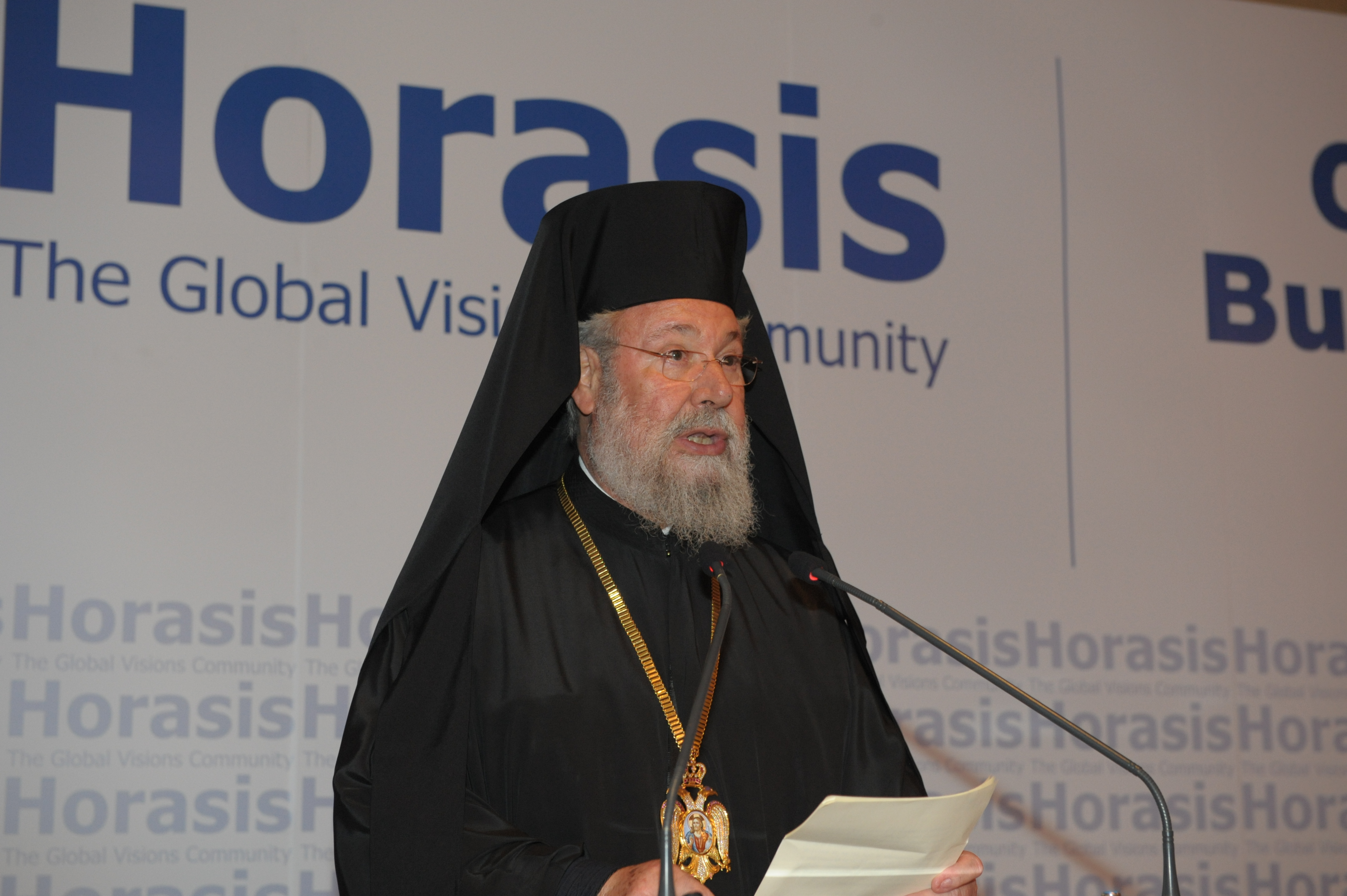
Хризостом II

- Алвиш, Бебету[порт.] (68) — бразильский эстрадный певец и композитор[299].
- Бух, Нахум[ивр.] (89) — израильский пловец, участник Олимпийских игр (1952)[300].
- Бюлер, Мишель[фр.] (77) — швейцарский певец, актёр и писатель[301].
- Валеро, Пилар[исп.] (52) — испанская баскетболистка, игрок национальной сборной[302].
- Вермат, Ян[нидерл.] (83) — нидерландский скульптор[303].
- Джонс, Найджел, барон Джонс из Челтнема[англ.] (74) — британский политик, член Палаты общин (1992—2005), член Палаты лордов (с 2005 года)[304].
- Домингес, Делия[исп.] (91) — чилийская поэтесса[305].
- Кук, Джеф[англ.] (73) — американский музыкант и певец из группы Alabama[306].
- Кузнецов, Сергей Борисович (58) — советский и российский композитор, поэт-песенник, основатель группы «Ласковый май»[307].
- Кустра, Владислав[пол.] (67) — польский волейболист, серебряный призёр чемпионатов Европы (1975, 1977, 1979)[308].
- Миршавый, Алексей Викторович (34) — украинский военнослужащий, младший сержант, участник российско-украинской войны, Герой Украины (2023, посмертно); погиб в бою.
- О’Доэрти, Брайан (94) — ирландский концептуальный художник, скульптор, арт-критик и писатель[309].
- Писарро Наваррете,  Хуан[англ.] (77) — испанский врач и политик, член Конгресса депутатов (1991—1993)[310].
- Ротшильд, Эвелин де[англ.] (91) — британский финансист[311][312].
- Сабатино Карделли, Эктор[пол.] (81) — аргентинский католический прелат, епископ Конкордии (1998—2004), епископ Сан-Николаса-де-лос-Арройоса (2004—2016)[313].
- Сабо, Эва[англ.] (77) — венгерская теннисистка[314].
- Самуйлова, Клавдия Матвеевна (87) — советский передовик производства, полный кавалер ордена Трудовой Славы (о смерти объявлено в этот день)[315].
- Тычина, Михаил Александрович (79) — советский и белорусский писатель, литературный критик и литературовед[316].
- Филлипс, Лесли (98) — британский киноактёр[317].
- Хризостом II (81) — предстоятель Кипрской православной церкви, митрополит Пафский (1978—2006), архиепископ Новой Юстинианы и всего Кипра (с 2006 года)[318].

## 6 ноября

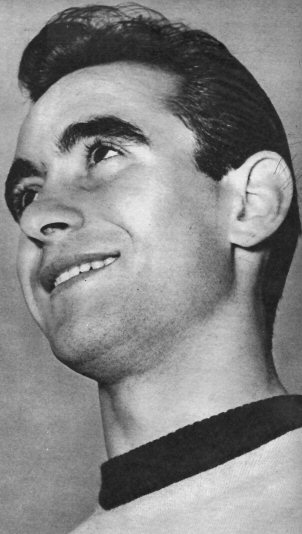
Карло Галли

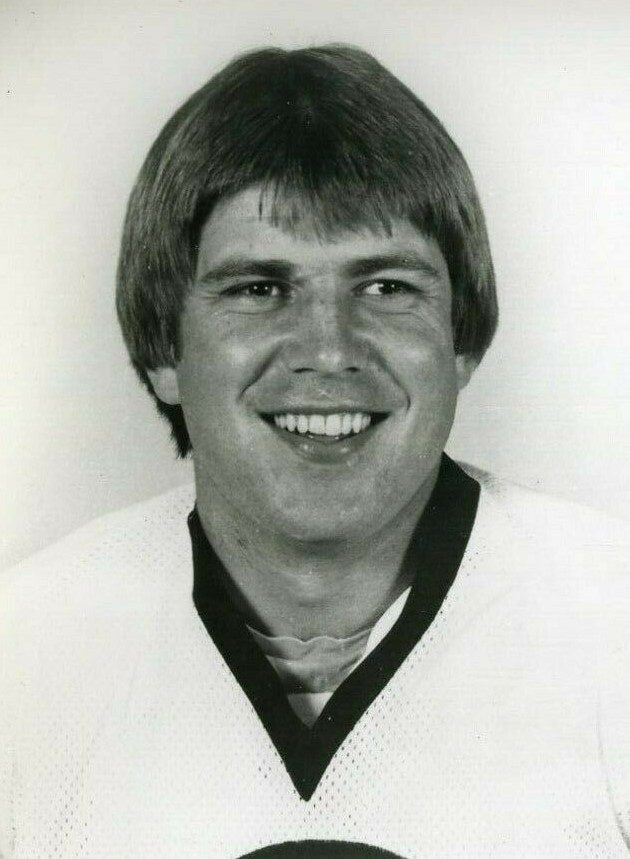
Питер Макнаб

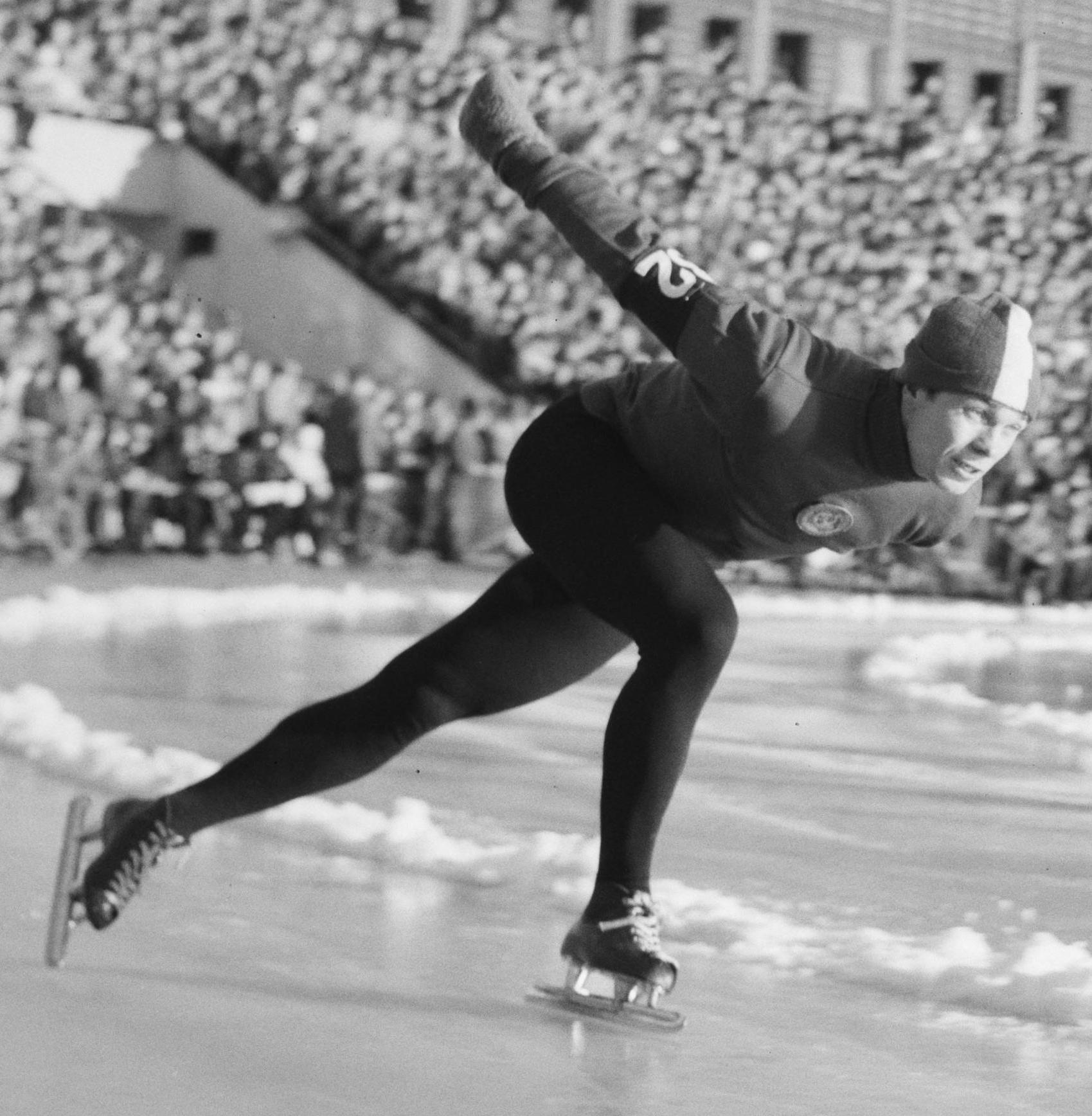
Роберт Меркулов

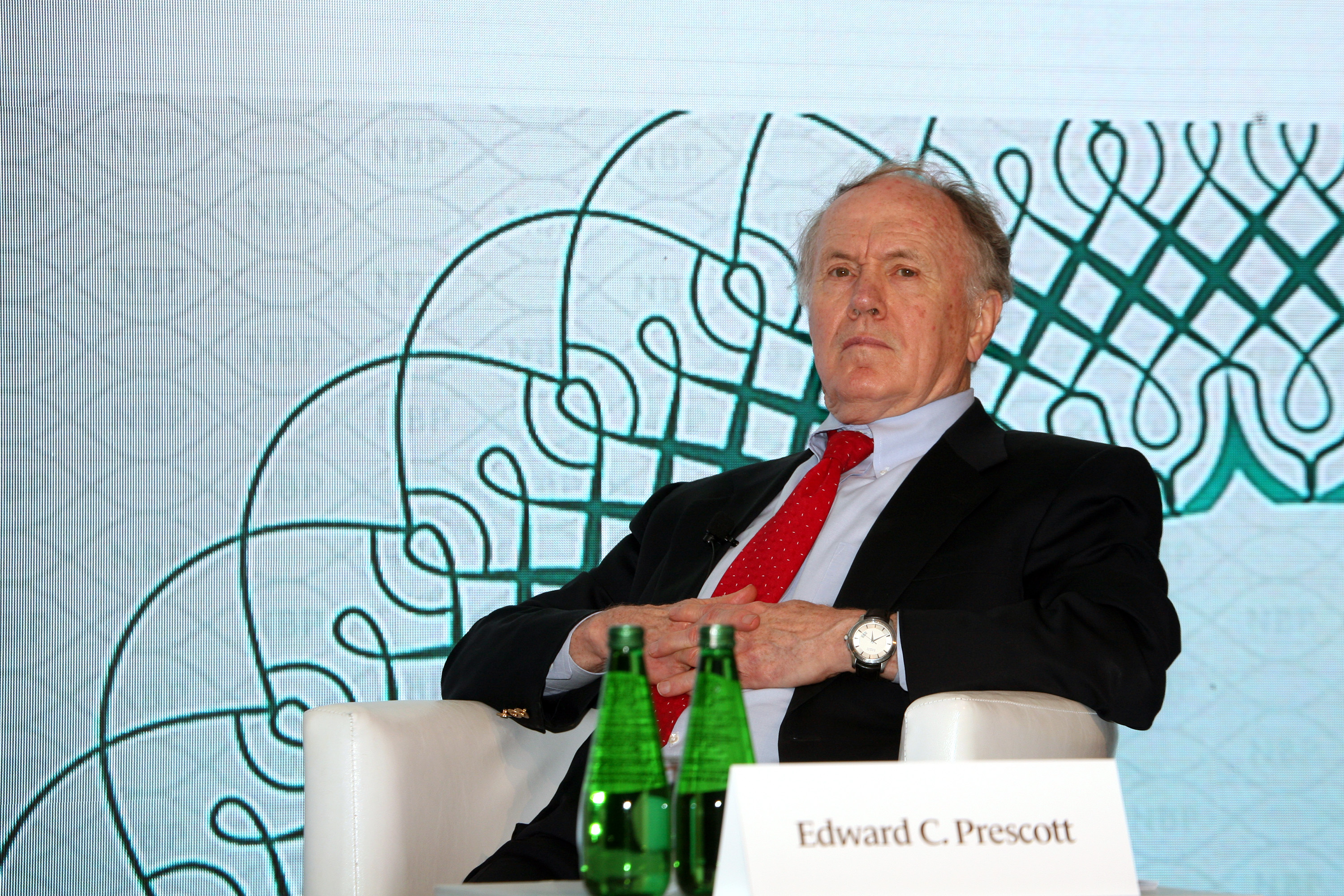
Эдвард Прескотт

- Бойс, Майкл[англ.] (79) — британский адмирал и политик, член Палаты лордов (с 2003 года)[319].
- Брейтберг-Сэмель, Сара (75) — израильский искусствовед и арт-критик[320].
- Васильев, Михаил Владимирович (51) — протоиерей Русской православной церкви, участник российско-украинской войны, Герой Российской Федерации (2022, посмертно)[321].
- Гайяр, Янн[фр.] (86) — французский политический деятель, сенатор (1994—2014)[322].
- Галли, Карло (91) — итальянский футболист[323].
- Добряков, Анатолий Александрович (95) — советский и российский учёный, доктор психологических наук (1997), профессор МГТУ имени Баумана (2000)[324].
- Жлобо, Николай Фёдорович[бел.] (87) — советский и белорусский архитектор, лауреат Государственной премии СССР (1989)[325].
- Макнаб, Питер (70) — американский хоккеист («Баффало Сейбрз», «Нью-Джерси Девилз», «Ванкувер Кэнакс»)[326].
- Меркулов, Роберт Викторович (91) — советский конькобежец, чемпион Европы (1962), призёр чемпионатов мира (1956, 1959), заслуженный мастер спорта СССР (1956)[327].
- Мохаммадхан, Мортеза[перс.] (76) — иранский политический деятель и экономист, министр экономики и финансов (1993—1997)[328].
- Олеман, Сиг[англ.] (84) — канадский бегун на средние дистанции, серебряный призёр Панамериканских игр 1963 в беге на 800 метров[329].
- Прескотт, Эдвард (81) — американский экономист, член Национальной академии наук США (2008), лауреат Нобелевской премии по экономике (2004)[330].
- Hurricane G[англ.] (52) — американская исполнительница рэпа[331].

## 5 ноября

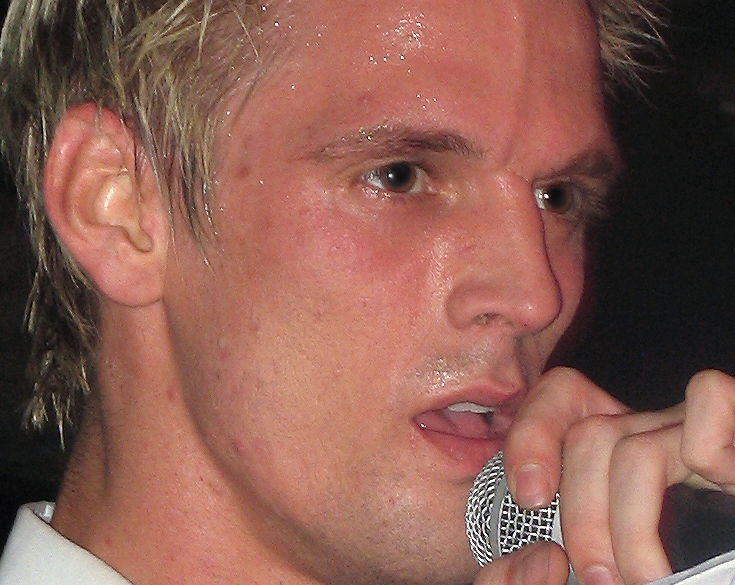
Аарон Картер

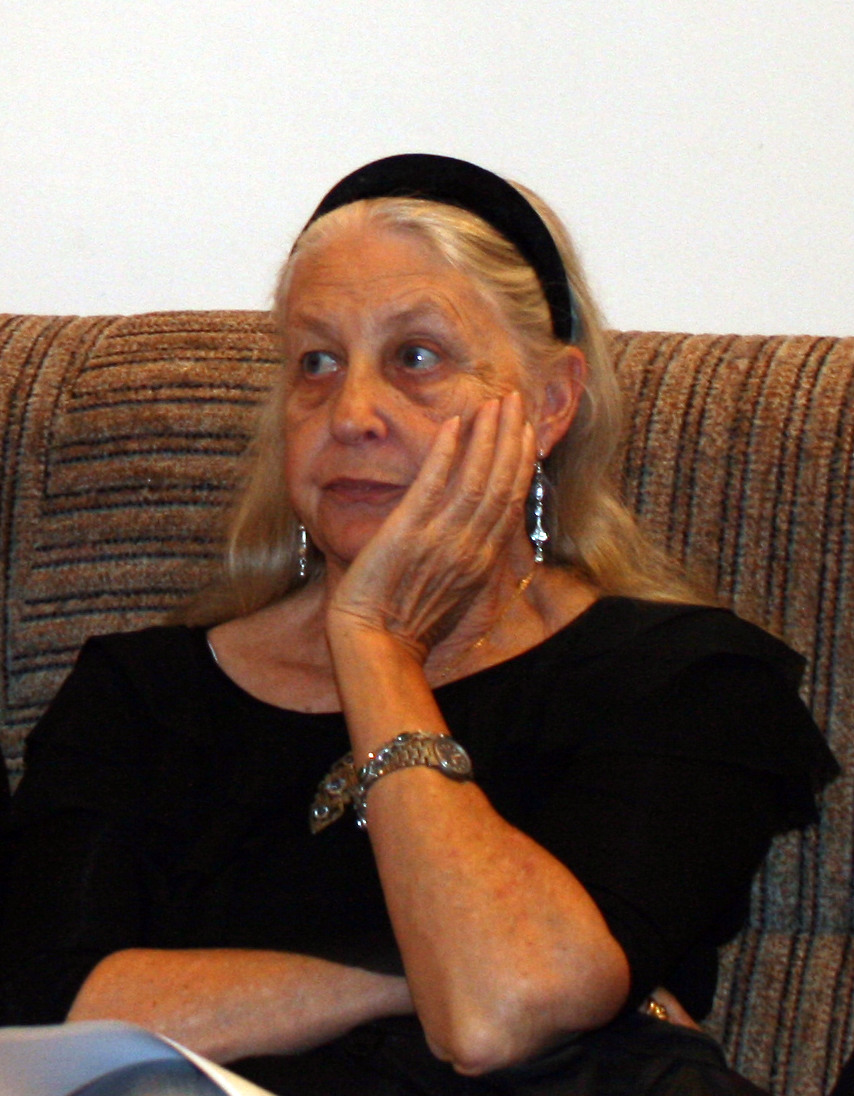
Светлана Шенбрунн

- Алегре Саласар, Луис[исп.] (58) — мексиканский бизнесмен и политик, конгрессмен (2018—2021)[332].
- Бариони, Даниэле[итал.] (92) — итальянский оперный певец (тенор)[333].
- Делори, Вэл[англ.] (95) — канадский хоккеист («Нью-Йорк Рейнджерс»)[334].
- Картер, Аарон (34) — американский певец, рэпер, актёр и телеведущий[335].
- Ла Бьонда, Кармело (73) — итальянский музыкант (La Bionda) и автор песен, основоположник итальянской диско-музыки[336].
- Маккоби, Майкл[англ.] (89) — американский психоаналитик и антрополог[337].
- Мифсуд Бонничи, Кармело (89) — мальтийский государственный деятель, премьер-министр (1984—1987)[338].
- Нуссенцвейг, Херш Мойзес[порт.] (89) — бразильский физик, член Бразильской академии наук, президент Бразильского физического общества (1981—1983)[339].
- Пралиев, Серик Жайлауович (70) — казахстанский учёный, доктор педагогических наук (2002), профессор (2004), ректор КазНПУ (2008—2017), почётный член НАН Казахстана[340].
- Унетани, Ёсиаки[яп.] (78) — японский марафонец, участник летних Олимпийских игр (1972), победитель Бостонского марафона (1969)[341].
- Хань Чжицин[кит.] (64) — китайский политик, депутат Всекитайского собрания народных представителей (2008—2013)[342].
- Цвойдзиньская, Габреля[пол.] (94) — польская пианистка и политик, сенатор (1989—1991)[343].
- Шенбрунн, Светлана Павловна (83) — израильская русская писательница, переводчица[344].
- Эйр, Айвен[англ.] (87) — канадский художник и скульптор[345].
- Tame One[англ.] (52) — американский рэпер[346].

## 4 ноября

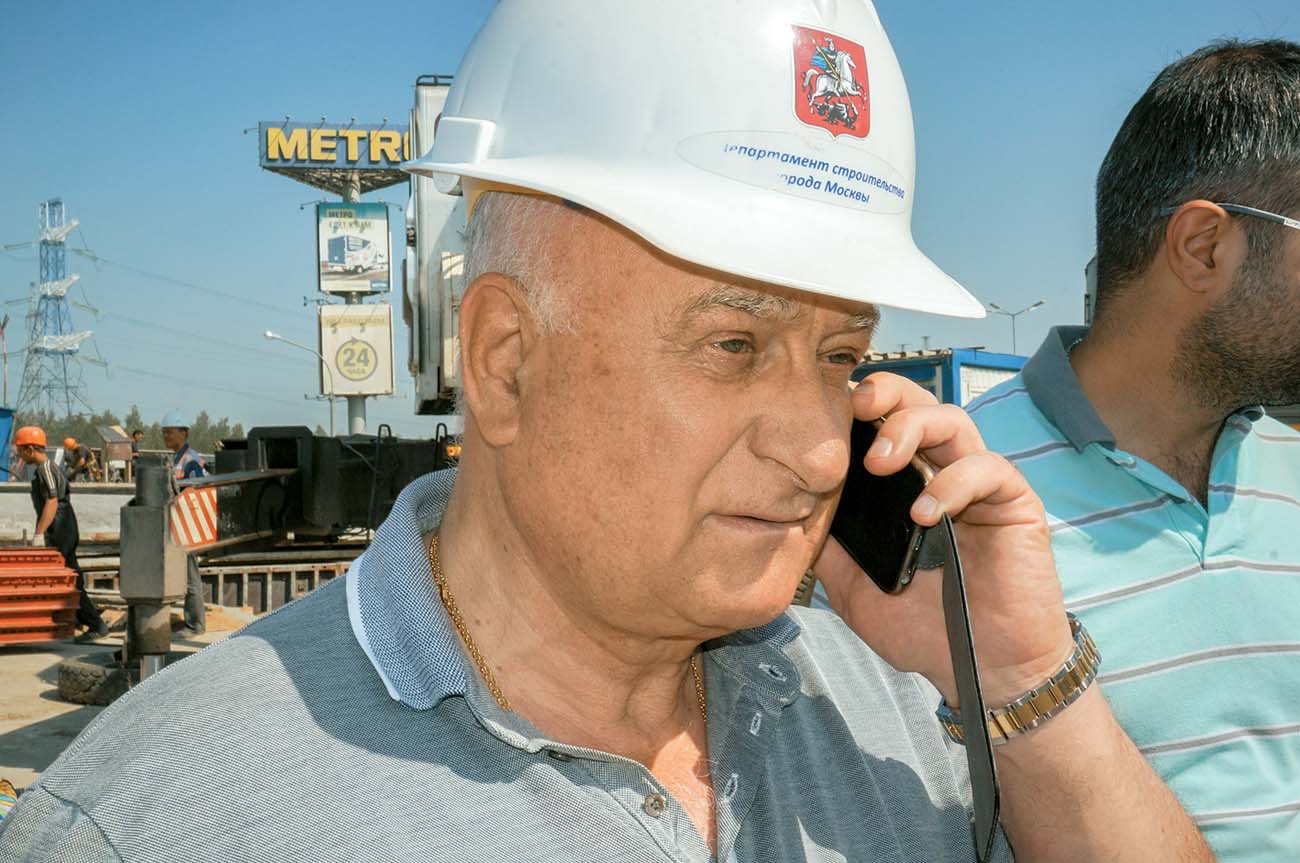
Пётр Аксёнов

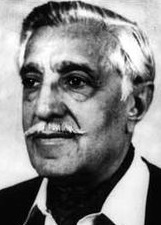
Балах Шер Мазари

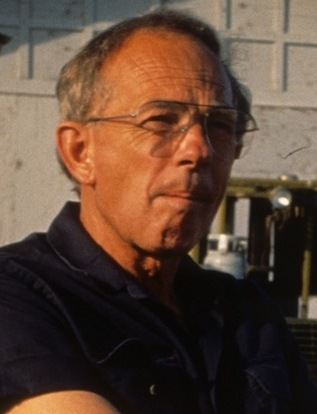
Билл Шеффилд

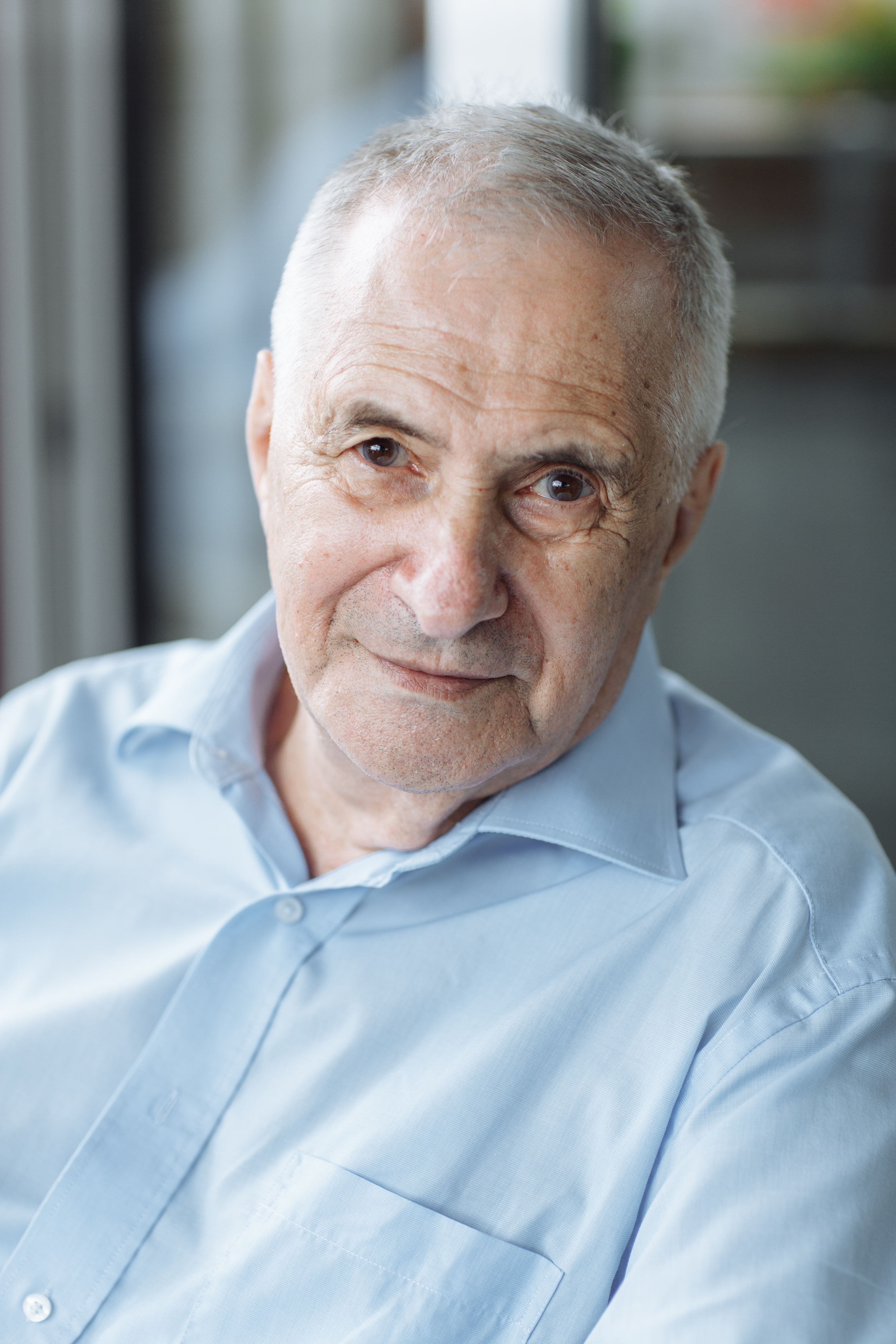
Леонид Шинкарёв

- Аксёнов, Пётр Николаевич (76) — российский государственный деятель, первый заместитель главы Департамента строительства города Москвы (с 2011 года)[347].
- Баталья Энрикеш, Даниэл[порт.] (56) — португальский католический прелат, вспомогательный епископ Лиссабона (с 2018 года)[348].
- Брунволл, Грете[норв.] (92) — норвежская балерина, старейшая действующая балерина в мире по версии Книги рекордов Гиннесса (2010)[349].
- Грумбах, Дорис[англ.] (104) — американская писательница[350].
- Дэвис, Дэвид[англ.] (86) — американский сценарист и продюсер, лауреат прайм-таймовой премии «Эмми» (1979)[351].
- Евдокимов, Виктор Фёдорович (81) — советский и украинский учёный в области компьютерного моделирования задач энергетики, член-корреспондент АН УССР / АНУ / НАНУ (1990)[352].
- Жози, Николь (76) — бельгийская эстрадная певица[353].
- Колимон, Франсуа[фр.] (84) — гаитянский католический прелат, епископ Пор-де-Пе (1982—2008)[354].
- Мазари, Балах Шер (94) — пакистанский государственный деятель, и. о. премьер-министра (1993)[355].
- Мёушта, Торальв[норв.] (95) — норвежский актёр[356].
- Попов, Андрей Иванович (69) — российский историк, доктор исторических наук (2003), профессор СГСПУ[357].
- Мунир, Ибрахим[нем.] (85) — арабский исламский активист, один из лидеров организации «Братья-мусульмане»[358].
- Райхт, Алоис[нем.] — австрийский политик, депутат Национального совета (1979—1988)[359].
- Секка, Альфредо[исп.] (73) — аргентинский католический прелат, архиепископ Тукумана (2011—2017)[360].
- Субианто Бамбан[англ.] (77) — индонезийский государственный деятель, министр финансов (1998—1999)[361].
- Сыпневский, Игор[пол.] (47) — польский футболист, игрок национальной сборной[362].
- Шеффилд, Билл (94) — американский политический деятель, губернатор Аляски (1982—1986)[363].
- Шинкарёв, Леонид Иосифович (91) — советский и российский журналист, прозаик, путешественник[364].
- Ян Шуцзы[кит.] (89) — китайский учёный в области машиностроения, член Китайской академии наук (1991)[365].

## 3 ноября

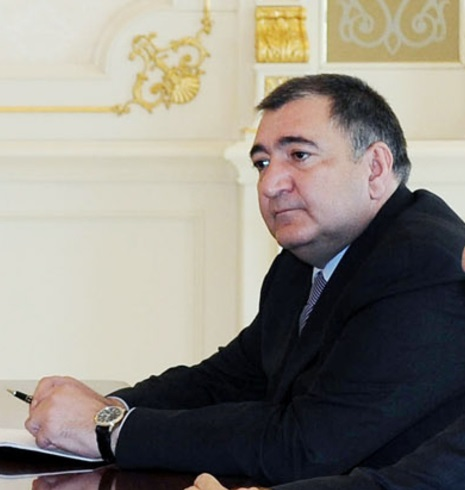
Фазиль Мамедов

- Балетич, Звонимир[хорв.] (86) — хорватский экономист, дейтствительный член Хорватской академии наук и искусств (2004)[366].
- Бернави, Фатима[араб.] (83) — палестинская военная активистка[367].
- Бертье, Марк[фр.] (87) — французский дизайнер и архитектор[368].
- Ван Тао (52) — китайский футболист, чемпион Китая (1994, 1996, 1997, 1998), игрок национальной сборной[369].
- Велде, Хенк де[нидерл.] (73) — нидерландский мореплаватель, единственный человек, совершавший одиночные безостановочные кругосветные путешествия на катамаране[370].
- Данкерт, Петер[нем.] (82) — немецкий политик, депутат бундестага (1998—2013)[371].
- Дога, Бенуа[фр.] (80) — французский регбист, игрок национальной сборной (1964—1972)[372].
- Дудек, Герд[нем.] (84) — немецкий джазовый флейтист и саксофонист[373].
- Дэвис, Элис Эстес[англ.] (93) — американская художница по костюмам, лауреат премии «Легенды Диснея» (2004)[374].
- Каши, Йохабед[ивр.] (93) — командир парашютно-десантного подразделения Армии обороны Израиля, первая женщина-десантник в Армии обороны Израиля[375].
- Лаврова, Маргарита Артуровна (94) — советская и российская оперная певица, заслуженная артистка РСФСР (1968)[376].
- Макаревич, Олег Борисович (88) — советский и российский учёный в области разработки многопроцессорных вычислительных систем и средств защиты информации, доктор технических наук (1983), профессор (1986), заслуженный изобретатель РСФСР (1983), заслуженный деятель науки Российской Федерации (2001)[377].
- Макграт, Дуглас[англ.] (64) — американский режиссёр, актёр и сценарист[378].
- Мамедов, Фазиль Асад оглы (58) — азербайджанский государственный и политический деятель, министр по налогам (2000—2017)[379].
- О’Нил, Кевин[англ.] (69) — британский художник, иллюстратор комиксов, один из создателей Лиги выдающихся джентльменов[380].
- Орнан, Узи[ивр.] (99) — израильский лингвист и общественный деятель, член Академии языка иврит, почётный профессор Еврейского университета в Иерусалиме[381].
- Пива, Антонио[итал.] (80) — итальянский политик, член Палаты депутатов (1994—2001)[382].
- Стрицл, Зигфрид[англ.] (78) — американский футболист, игрок национальной сборной[383].
- Тан Сиян[кит.] (92) — китайский эколог, лауреат премии Рамона Магсайсая (2008)[384].
- Хаджерес, Садек[фр.] (94) — алжирский левый политик[385].

## 2 ноября

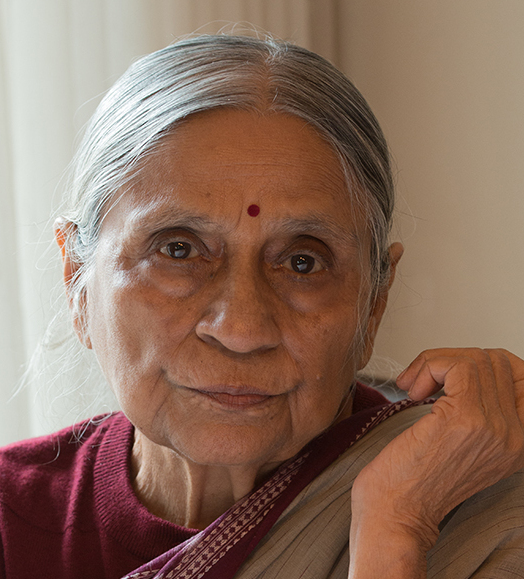
Эла Бхатт

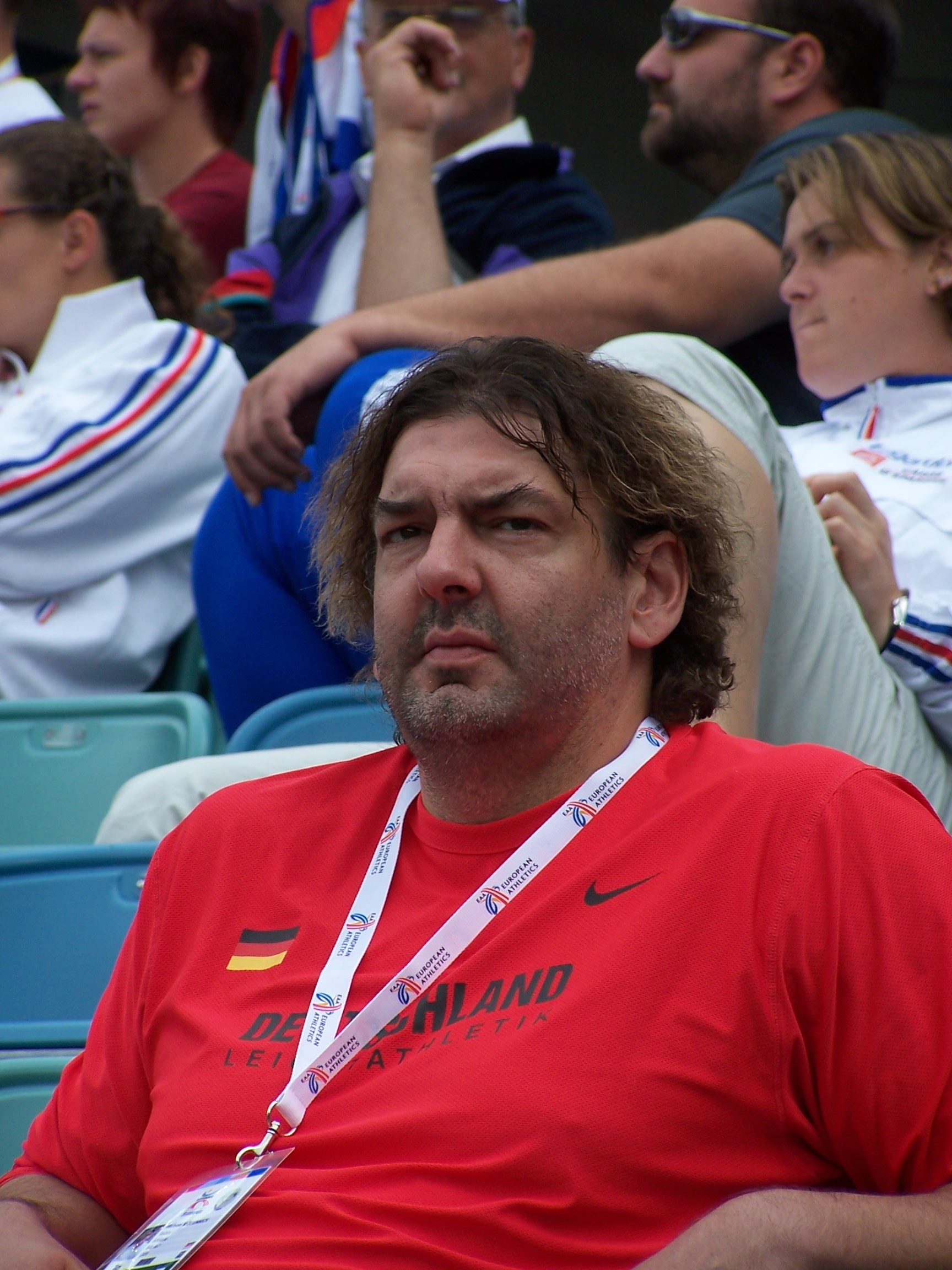
Михаэль Мёленбек

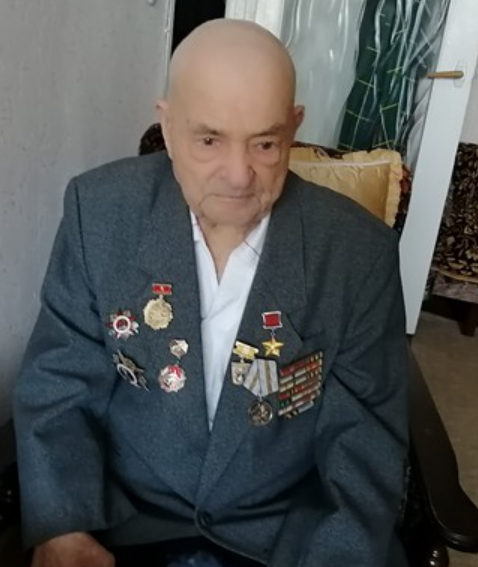
Андрей Титенко

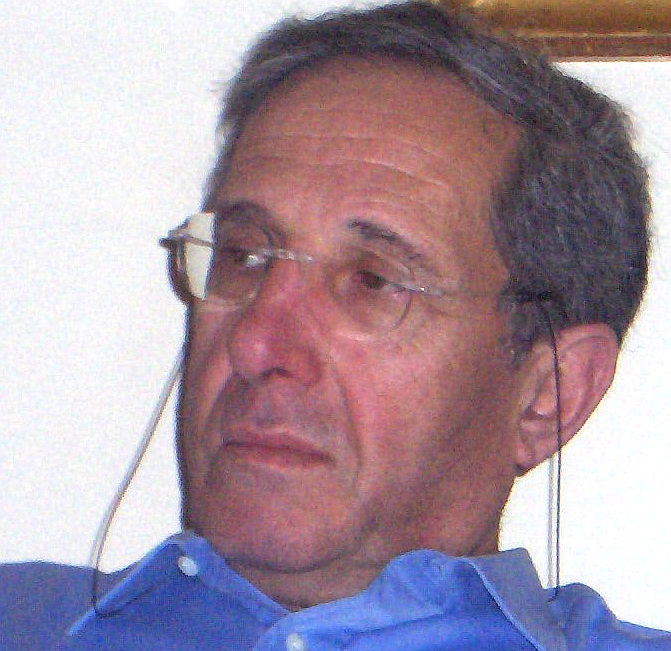
Мауро Форгьери

- Бхатт, Эла (89) — индийская социальная предпринимательница, менеджер и организатор кооперативов, основательница (1982) и руководитель Ассоциации занятых собственным делом женщин[386].
- Генри, Джон Рэймонд[англ.] (79) — американский скульптор[387].
- Делькруа, Лео[фр.] (72) — бельгийский политик и государственный деятель, министр обороны (1992—1994), сенатор (1991—1999)[388].
- Кофармата, Белло Муса[англ.] (34) — нигерийский футболист, игрок «Кано Пилларс», «Хартленда» и национальной сборной[389].
- Мёлленбек, Михаэль (52) — немецкий дискобол, бронзовый призёр чемпионатов мира (2001, 2005) и Европы (2002)[390].
- Микавица, Деян[англ.] (58) — сербский историк и политик, депутат Народной скупщины (2004—2007)[391].
- Рэдфорд, Ронни[англ.] (79) — английский футболист и тренер[392].
- Стампоне, Атилио[исп.] (96) — аргентинский пианист, композитор и аранжировщик[393].
- Тато, Франко[итал.] (90) — итальянский бизнесмен, генеральный директор (1996—2002) и президент (2002—2005) компании Enel[394].
- Титенко, Андрей Лаврентьевич (103) — участник Великой Отечественной войны, Герой Советского Союза (1945)[395].
- Уоттс, Рон[англ.] (79) — американский баскетболист («Бостон Селтикс»), чемпион НБА (1965/1966)[396].
- Форгьери, Мауро (87) — итальянский инженер, конструктор гоночных автомобилей Формулы-1[397].
- Хардинг, Николас[англ.] (66) — австралийский художник[398].
- Хиллерт, Матс[швед.] (97) — шведский металлург, почётный профессор металлографии Королевского технологического института, член Шведской королевской академии наук (1982)[399].
- Хоган-О’Хиггинс, Бриджид[англ.] (90) — ирландский политик, депутат Палаты представителей (1957—1977)[400].
- Цзе Сышэнь[кит.] (80) — китайский физик, член Китайской академии наук (2003)[401].
- Чхёй Чхунсан, Алан[англ.] (70) — гонконгский актёр[402].
- Шульга, Валерий Михайлович (78) — советский и украинский физик, академик НАН Украины (2006)[403].
- Энг, Якоб (85) — норвежский политический деятель, депутат Стортинга (1973—1985)[404].

## 1 ноября

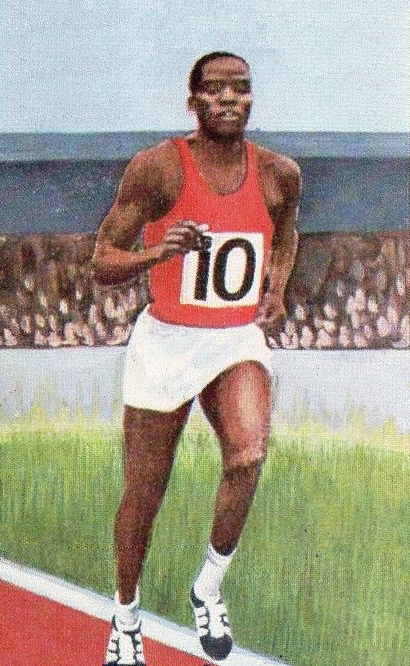
Уилсон Кипругут

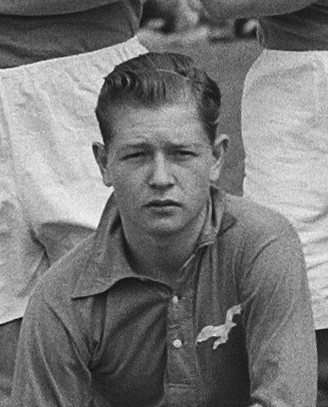
Ян Снукс

Takeoff

- Амаэчи, Мбазулике[англ.] (93) — нигерийский государственный деятель, министр авиации (1963—1966)[405].
- Ван Отегем, Освальд[нидерл.] (98) — бельгийский политический деятель, сенатор (1974—1987)[406].
- Гриффит, Стивен[англ.] (61) — американский хоккеист, игрок национальной сборной[407].
- Кипругут, Уилсон (84) — кенийский легкоатлет, бронзовый (1964) и серебряный (1968) призёр Олимпийских игр в беге на 800 метров[408].
- Лу Шумин[кит.] (66) — китайский актёр[409].
- Ма Цзицзинь[кит.] (80) — тайваньская актриса[410].
- Мамедов, Айдын Юсиф оглы (90) — советский государственный и партийный деятель, председатель горисполкома Баку (1971—1981), первый секретарь Мингечевирского горкома КП Азербайджана (1981—1983)[411].
- Маццоли, Романо[англ.] (89) — американский юрист и политический деятель, член Палаты представителей (1971—1995)[412].
- Мейвен, Макс[англ.] (71) — американский фокусник, мнемонист и историк магии[413].
- Налепин, Алексей Леонидович (76) — советский и российский филолог, писатель, литературовед, библиограф, доктор филологических наук (1995)[414].
- Писарев, Александр (33) — российский боксёр, боец ММА[415].
- Рахман, Машиур[англ.] (69) — бангладешский политик, депутат Национальной ассамблеи (1991—2006)[416].
- Руанн, Патрисия[англ.] (77) — британская балерина и хореограф[417].
- Снукс, Ян (90) — нидерландский футболист[418].
- Стрелков, Георгий Николаевич (51) — украинский военнослужащий, майор, участник российско-украинской войны, Герой Украины (2023, посмертно); погиб в бою.
- Тарсия, Джозеф[англ.] (88) — американский звукорежиссёр, основатель (1968) и владелец студии звукозаписи Sigma Sound Studios[419].
- Тейлор, Кит[англ.] (69) — британский политик, депутат Европейского парламента (2010—2019)[420].
- Фиалкова, Катержина (55) — чешский дипломат, посол в Японии (2010—2014), в Лихтенштейне и Швейцарии (с 2019 года)[421].
- Филеп Карма (63) — индонезийский общественный активист, борец за независимость Папуа[422].
- Фукухара, Цунэо[яп.] (89) — японский композитор и музыкальный продюсер[423].
- Ха-Элион, Моше[ивр.] (97) — израильский писатель, переживший Холокост[424].
- Шамвей, Норман Д.[англ.] (88) — американский юрист и политик, член Палаты представителей (1979—1991)[425].
- Takeoff (28) — американский рэпер, участник группы Migos; убит[426].